# 勇者王ガオガイガー
『勇者王ガオガイガー』（ゆうしゃおうガオガイガー、The King of Braves GaoGaiGar）は、1997年2月1日から1998年1月31日まで、名古屋テレビ・テレビ朝日系列で毎週土曜17:00 - 17:30（JST）に全49話が放送された、名古屋テレビ・サンライズ制作のSFロボットアニメ作品。

## 概要
1977年より土曜夕方の時間帯にて放送されてきた、名古屋テレビ・サンライズ制作によるロボットアニメ、並びに1990年から放送されてきた「勇者シリーズ」の最終作（第8作目）であり、「ガガガ」「GGG(スリージー)」などとも通称される。関連作品を除いてはシリーズ唯一のステレオ放送作品でもある。

### 企画
監督を務めた米たにヨシトモの語るところによれば、本作品の企画が立ち上げられたのは放送開始から1年近く前、1996年5月頃のことであったという。折しもこの当時は、サンライズが事業部制に移行した頃とも重なっており、事業部としてなにか新しいことをやろうということから、後述するようなアニメ制作サイド主導で、視聴者に対してどういうものを見せたいかというコンセプトを明確に打ち出そう、という話が持ち上がるに至った。当時サンライズの第3事業部に所属し、本作品の立ち上げにも携わった小林真一郎は、同時期に話題を博しつつあった『新世紀エヴァンゲリオン』（1995年 - 1996年、GAINAX制作・テレビ東京系列）に対し、「ロボットアニメのサンライズ」としても負けてちゃいけないだろうという思いがあったといい、そのため実質的に自分たちのチームによる初のオリジナル企画となった本作品では、「カマしてやろう！」との意気込みがあったと述懐している。その意気込みは玩具開発の側にも伝わっていたようで、実際に「テレビを見せて玩具を売る」という商戦自体がやや厳しくなった頃に、前出の『エヴァンゲリオン』という化け物が出てきたことで、「同じ作風には流れないが、あれを超えるものを目指す」という空気感が本作品に感じられたという、幸日佐志（タカラ開発担当）の証言も残されている。
従来の勇者シリーズ作品が、前年度の作品のスタッフがそのままスライドする形で制作に当たっていたのに対し、本作品はスタッフの人選も含めてすべてゼロから作ることになった。メインプロデューサーには、本来はアニメ監督である高橋良輔が起用されているが、これは前出の小林が他の企画も同時に動かしていた状態で、直ちに本作品に専念できなかった都合上、営業的にも内容面でもフォローしてもらえるプロデューサーを立てた方がいいのではないかという判断の元、高橋に立ってもらったという経緯があった。また、各話演出という形で本作品に関わっていた高松信司（握乃手紗貴）は、本作品における高橋の立場について「対外的に守ってくれる偉い人」と語っており、恐らくは「高橋がいれば偉い人に物言いができる」という、いい意味でのプロテクターとして呼ばれていたのではないかとも分析している。この他、本作品の玩具開発担当の一人であったタカラの國弘高史は、高橋のプロデューサーへの起用について、名古屋テレビの側で勇者シリーズの視聴率が下がり続けることへの対策として、『装甲騎兵ボトムズ』（1983年 - 1984年、テレビ東京系列）などで実績のある高橋をプロデューサーに据え、個性的な監督のもと勢いのある作品を作りヒットさせる作戦があったとも証言している。
本作品に脚本家の一人として携わった竹田裕一郎は、その高橋から「ロボット物が大好きだが作ったことがない、ロボット物を作りたい」というパワーが溜まっているスタッフを探したとの旨を、参加して早い段階に告げられたと述懐しており、実際に竹田や北嶋博明のように、高橋から見て経験豊富なスタッフというよりも、こういう作品（ロボット物）が好きなスタッフが主に連れてこられる格好となった。監督を務める米たにも、やはりそうした「ロボット物好き」なうちの一人であり、高橋とは元々『鎧伝サムライトルーパー』（1988年）などで協働の機会を持ち、結果的にボツとなった別の企画での経緯から、「前に米たに君に悪いことをしちゃったから、とある作品で監督やってもらおう」という高橋の意向もあって米たにへとオファーが出されたという。また、小林はこの時の経緯について、高橋と誰を監督にするかについて相談した際に、どちらからともなく任せてみよう、彼しかいないだろうという話に至ったといい、オファーをかけた際にはすでに決まっていたようなものであったとも語っている。もっとも、米たにに決まる前にも複数の候補に声をかけながらも、いずれにも断られるなどなかなか監督が決まらない状況にあったことを、後に米たにが明かしており、「話だけ聞きに行ったつもりが、その日のうちに企画会議に参加させられた」とも振り返っている。キャラクターデザインもオーディションの末に、米たにのかなり求めていたところを描いてくれた点、それに設定制作の堀口滋の後押しもあり、当時大阪のアニメアールに所属していた木村貴宏が選ばれるに至った。米たには木村を選ぶに当たって、「作品としての個性を保てる人じゃないと困る」とその理由を挙げており、同時に絵柄の懐かしさや、既存の流行に囚われない強烈な自分のカラーを持った個性的なところがよかった、とも評している。他方で具体的に誰であるかまでは言明していないものの、木村に決定する以前に別のデザイナーが起用される予定であったことを、後年米たにが自身のコラムの中で示唆している。
このような企画立ち上げの背景には、当時既にバンダイの傘下入りしたサンライズが、その競合他社のタカラと組んで勇者シリーズを続けていくのは難しいのではないかという空気が社内に流れ、「次の作品で（タカラがスポンサードする）シリーズは最後かもしれない」とまで言われていたことも関係していたという。そうした事情ゆえに、最後くらいはサンライズの意地を見せようという想いが同社側にはあったようで、また同様の思いから、タイトルの「勇者王」についても王道で行こうという考えの元、キング・オブ・ブレイブス、即ち勇者の中の勇者の王といった意味合いを含めたものとされている。また、米たににはとにかく「ガガガ」という語感へのこだわりがあったようで、タイトルも当初は『ガガガッディ』というものが考案され、その後も『ガオガイガー』に決まるまでに『ガルガイガァ』『GOギーガー』などの候補も存在した。

### 作風・演出
本作品では、いわゆる「リアルロボット」系の作品の緊張感、そして「スーパーロボット」系に分類される作品のカタルシスを融合させるという、これまでのシリーズ作品とは一線を画した意欲的な作品作りが試みられており、強大な地球外生命体と、人類の科学の粋を結集した巨大ロボットとの攻防を軸に、毎回緻密なメカニック描写を盛り込みつつも熱血漫画のように事態を収拾するというストーリー作りが、全編を通して貫徹されている。こうした作品づくりの根底には、米たにの「本作品を勇者シリーズの集大成にしたい」という気持ちが流れており、今まで見てきたシリーズの要素をエッセンスとして少しずつ入れつつ、さらにそこで新しく見えるものや、時代性に合わせたものを入れ込んでいくことを相当意識したという。同時に米たには、本作品を作る上でこだわりたかった要素として、自身が今まで見てきたロボットアニメの中で「自分ならこうしたかった」「こんなのが見たかった」という要素を入れ込みたかったこと、そしてそれを勇者シリーズが好きな視聴者とも共有したいという思いを強く持ち合わせていたと語っている。
物語の基本原型は、古典文学の「竹取物語」であるとされ、同時にその根底には「勇気があれば、いかなる奇跡も呼び込める」というメッセージが織り込まれている。各回のシナリオについては、いわゆる「ゾンダー篇」と呼ばれる物語前半と「機界原種篇」に当たる物語後半とで方法論が異なっており、特に前者については毎回、レギュラーの敵キャラクターである機界四天王の誰が作戦を担当するかぐらいしか決まっていなかったと、前出の竹田は語っている。他方で、後述するように作品本位な企画であったことから、従来のシリーズ作品のように「この玩具を出すからアニメはこうで」という形ではなく、「こういうロボットが出るから玩具を出してほしい」という逆の作り方とされている。また、普通の作品であればストーリーありきで設定が起こされるところ、本作品ではアイディア先行でストーリーができることもあったといい、そのアイディアの膨大さは米たにをして「全然入り切らなかった」「シナリオをたくさん書いてもらっても泣く泣く切り落とした」と言わしめるほどであった。
このように、従来のシリーズ作品とはテイストの異なる作劇の仕方が志向された一方で、演出についてもそれまでとは基本的な動きの流れや、画面の見た目などはそこまで変えないながらも、本作品ではロボットの陰影・ハイライトや変形合体の描写における段取りのように、それまで省略されていた部分についても細部まで描き込むなど、ハイクオリティなメカニック描写の実現が試みられた。もっとも制作当時、本編に対する予算はかなり少なかったといい、そこにそれとは合わないくらいの描写やCGが山ほど入ったことで、予算もどんどんオーバーしえらいことになったと米たには述懐している。そのため、本作品では前述した描写を実現すべく、毎回の枚数を抑える代わりに何度も使い回すバンク映像に力を入れるようにし、さらに本来使い回しを前提としていなかった16mmフィルムで撮影されたカットや、一度貼り合わせたネガフィルムの切り貼りなど、当時としては管理困難かつ掟破りな荒業も多用することで、他の部分での予算削減が図られた。

### 玩具開発・展開におけるスタンスの変化
前述したリアル志向の作品作りは、玩具展開の面にも影響を与えている。それまでのシリーズ作品で顕著であった、アニメ内でのロボットの描写と実際に商品化されたロボット玩具との間の溝を埋めるべく、スポンサーであるタカラ側から「こういうロボットで玩具を出したい」と企画を提示された上で、アニメ制作が進められていった従前までのシリーズ作品に対し、本作品ではサンライズの側からもデザイン案を出し合い細部を詰めていくという形でデザイン作業が進められるなど、アニメ制作側からこれまで以上に玩具メーカーに提案していくというスタンスが採られている。このスタンスが採られた背景には、他にも従前までのシリーズ作品が、アニメとおもちゃ商戦を連動させてきた結果、それに携わってきた歴代の監督たちも縛りの多くのエネルギーを消耗してしまった、という事情があったことを後に米たにが明かしている。前述したように高橋をプロデューサーに据えつつ、企画会議とスポンサー会議とを分けることで、監督を商戦から切り離してアニメ業務に集中してもらおうという座組とされているのも、そうした状況ゆえのことであった。
ロボットのデザインについては企画当初、サンライズからの発注で大河原邦男がそれまでとは全く違う方向性を打ち出したデザインを考案しているものの、流石に玩具にしづらいとの声もあったことから、タカラ側からどんなメカが合体していくのが玩具として望ましいかを提案してもらった上で、より実現可能な方向へとシフトしていったという。また米たに曰く、主役ロボットであるガオガイガーの黒を基調としたカラーリングや、物語中盤からの必殺武器であるゴルディオンハンマーのように、提案当初はなかなか理解を得られなかった案も多数あったといい、変形アイディアのラフの提示や試作品の製作を通して、少しずつタカラ側からも歩み寄ってもらえたと振り返っている。
その結果として、本作品では必殺武器としての剣や銃、所謂「グレート合体」に代表されるようなロボットのパワーアップを始めとした、従来のシリーズで「定番」とされてきた要素が排され、作中での描写においても商品としての玩具においても、個々のロボットのギミックや個性がより追求される格好となった。それらに代わる新要素として追加された、ドライバーやハンマーなどの工具をモチーフとした武器の数々についても、やはりスーパーロボット物ながらもリアルロボット的な運用を目指した描写に繋がっており、米たにとしては身近なガジェットもガオガイガーの個性にしてしまおうという考えがあったこと、同時にメインの視聴者である子どもたちに、（ファンタジーとしてならカッコいいアイテムであると前置きしつつ）人を傷つける武器を肯定したまま現実世界で成長して欲しくはなかったこと、同時に日常の様々な車両や機械・工具のカッコよさや大人の仕事の凄さを伝えたかったこと、そして本来そういった目的で勇者シリーズが立ち上げられたはずであるということを後に語っている。

### 関連展開
本作品では、登場人物にそれぞれに膨大なバックボーンが設定されており、それらを補完する目的も兼ねてテレビシリーズの放送期間中より、ゲームや、ドラマCD、コミックスなど様々な形でのメディアミックス展開が行われた（詳細は#アウター・ナンバーズの節も参照）。
前述した通り、本編の制作予算が少ないのに比してメカニック描写に力が入れられたのに加え、CG黎明期に制作され予想以上に制作予算がかかった本作品は赤字という結果に終わったものの、一方で玩具の再販やフィギュア・映像ソフトといった関連商品の売上がそれを取り返す形ともなっており、これがテレビシリーズの続編としてのOVA『勇者王ガオガイガーFINAL』（2000年 - 2003年、全8巻）の発売にも繋がった。この『ガオガイガーFINAL』では、本作品とメインスタッフや世界観が共通するテレビアニメ『ベターマン』（1999年）との関係性もクローズアップされており、こうしたユニバース的な繋がりにより本作品はそれまでの勇者シリーズの枠組みを超えた、「勇者王シリーズ」ともいえる独自の展開へと発展。2017年には、OVAでは描ききれなかったストーリーを小説という形で補完した『覇界王～ガオガイガー対ベターマン～』（2017年 - 2021年）も発表されるなど、放送開始から20年余りを経た今なお様々な形で各種展開が継続されている。

## あらすじ
1997年の冬の日、天海夫妻の目の前に謎のメカライオン・ギャレオンが飛来。夫妻に1人の赤子を託し、飛び去って行った。
2003年、高校生宇宙飛行士・獅子王凱が乗るスペースシャトルスピリッツ号は宇宙空間で機界生命体ゾンダーの宇宙船と衝突。凱は瀕死の重傷を負いながらもギャレオンに助け出され、地球に帰還。その手には緑色の宝石・Gストーンが握られており、凱の父・獅子王麗雄はGストーンを用いて、凱をサイボーグとして蘇生させる。
2年後の2005年。地下に潜伏しているゾンダーは地球侵攻を開始。対ゾンダー用に組織された地球防衛勇者隊GGGも出撃し、その一員となった凱は対ゾンダー用の巨大ロボ・ガオガイガーとなる。その圧倒的なパワーで敵を破壊。敵の核を壊そうとしたガオガイガーの前に羽を持った緑の髪の少年が現れ、核を元の人間へと戻す。彼こそが天海夫妻の手で育てられた赤ん坊が成長した姿、天海護であった。浄解能力を持つ護をGGG特別隊員に加え、GGGは地球防衛の戦いを続けていく。
幹部である機界四天王と上官であるパスダーを倒したのも束の間、ゾンダーの本隊である機界31原種と対原種を目的としたジェイアーク隊が出現。宇宙防衛勇者隊に再編成されたGGGは三つ巴の戦いを繰り広げていく。
戦いの最中、全ては三重連太陽系の紫の星のシステムの暴走から始まり、護とギャレオンは緑の星、ジェイアーク隊は赤の星の生き残りであることが判明。
GGGとジェイアーク隊は共闘の末に原種を打ち破るもジェイアーク隊は消息を絶つ。さらにパスダーの手で種子を埋め込まれていたGGG隊員・卯都木命が機界新種ゾヌーダに変貌。Gストーンの力も寄せ付けないゾヌーダの前に倒れていく勇者たちだったが凱の決死の浄解で命は救われ、凱も生機融合体への進化を果たす。事件後、護は他の星で機界新種の脅威にさらされている人々を救うため、ギャレオンと共に宇宙へと旅立った。

## 登場人物・登場メカ

### 主な登場人物
獅子王凱
声 - 檜山修之
強い勇気を持つ主人公。サイボーグであり、「勇者」。ガイガーにフュージョン、ガオガイガーにファイナルフュージョンして戦う。
天海護
声 - 伊藤舞子
地球人類存亡の鍵を握る、多くの秘密を秘めた少年。
卯都木命
声 - 半場友恵
対宇宙生命体組織GGG機動部隊オペレーターの女性。凱の恋人。
大河幸太郎
声 - 石井康嗣
GGG長官。本作品の根幹精神である「ガッツと勇気」を全身で体現する男。
初野華
声 - 吉田古奈美
護のクラスメイト。可愛い少女だが「勇気」で恐怖を克服する。
ピッツア / ソルダートJ
声 - 真殿光昭
「機界四天王」の一人。実は敵に精神を支配されていた「もう一人の勇者」。
戒道幾巳
声 - 紗ゆり
後半に登場する謎の少年。

### 主な登場メカ
ガオガイガー
ガイガー（ギャレオン）が「ガオーマシン」と呼ばれるメカ群とファイナルフュージョンした、最強の「勇者ロボ」。
ギャレオン / ガイガー
赤子の護と共に宇宙の彼方より地球にやってきたライオン型メカ。サイボーグ・ガイ（獅子王凱）とフュージョン・変形して、人型の「ガイガー」になる。
勇者ロボ軍団
人類がギャレオンを研究して造った地球製の「メカノイド」たち。自立意思を持つ。
キングジェイダー
ソルダートJが乗る対原種用超弩級戦艦・ジェイアークが変型した巨大ロボ。別名「アベルの残せし災い」。

## 作中用語
以下の文中における年代については、いずれも特記のない限り作中のそれを指すものとする。

### 世界設定・組織
Gアイランドシティ
本作品の舞台の一つにして、東京湾上の扇島（神奈川県川崎市）沖に建設された、八角形の陸地を持つ海上都市。
1990年代末から建設が開始され、中心部に所在する宇宙開発公団の本部を取り巻くように、住宅街から飛行場、それに遊園地など、研究・娯楽・商業・住宅の施設がバランスよく設けられた、理想の人工都市として造られている。交通手段としては、シティの中央を横切る形で東京湾横断道路の支線が通っている他、シティと本土とを結ぶ新都市交通線も存在している。
『FINAL』において新生GGGが宇宙へと旅立ち、全世界規模での異常気象が終息した後の2008年夏頃には、シティの海辺に彼らの無事を祈る石碑も建てられており、この石碑のある丘は「勇者の丘」とも呼ばれている。
- 企画時のイメージとしては、東京の臨海副都心や横浜の八景島シーパラダイス、それに茨城の筑波研究学園都市、鹿児島の種子島宇宙センターを合わせたものとされ、所在地が神奈川ではなく静岡のどこかであるという想定を除き、その基本的な要素は全て実際に制作された作品にも組み込まれている。

宇宙開発公団
科学技術庁直轄の組織で、日本における宇宙開発事業の指導的団体。EI-01と最初に接触し、同時期にギャレオンによってもたらされたGストーンの分析を担っており、後にGGGが設立された後はその隠れ蓑としても機能していた。GGGスタッフの大半はこの公団の出身であり、旧GGG時代の表向きの肩書きも「宇宙開発公団職員」とされていた。
物語後半にて機界原種の侵攻が始まった際、宇宙開発公団タワーもGGGバリアリーフの直上にあったことから、3体の原種の襲撃により破壊されるも、職員たちは難を逃れており、損壊状態にあったタワーも後に復旧された。また機界大戦中に発生した、ゾンダー胞子の地球への飛来や異常気象発生の際には、市民の避難場所としても機能した。
GGG
凱を始め、主要な登場人物たちが所属する組織。作中では以下の2つの組織が存在し、いずれの組織も頭文字から取った「スリージー」という通称で呼ばれる。その頭文字を象ったエンブレムが、共に組織のシンボルマークとして掲げられており、前者では金色、後者では緑色のものがそれぞれ使用された他、スタッフ共通のアイテムとして支給されている「GGGポケベル」も、やはりこのシンボルマークを象った形状となっている。
ガッツィー・ジオイド・ガード (Gutsy Geoid Guard)
日本国内閣総理大臣直属の、対ゾンダー秘密防衛組織。日本語では「勇気ある地球生命圏の守護者」「地球防衛勇者隊」と呼称される。
2003年に発生したEI-01落下事件の後、EI-01が消息不明なままという事実や、ギャレオンがもたらした情報を重く見た日本政府は、内閣秘密会議にて「Gプロジェクト」の発動を決議。それを受けて同年中に結成されたものである。また日本政府は、国連の秘密安全保障理事会にて機界生命体の脅威を訴え、Gストーンの技術独占の緩和と各国への提供を図るとともに、常任理事国からの承認を得ることでGGGの設立にこぎつけており、一方の国連も「地球防衛隊設立予備委員会」を発足させ、独自に機界生命体への対処に着手している。
あくまでも秘密防衛組織という性格上、表向きには前述の通り「科学技術庁配下の宇宙開発公団下部組織」として扱われている。また、地球外文明との戦いに備え、主要スタッフも各所より優秀な人材が集められているが、その顔ぶれも前述の通り宇宙開発公団の面々や、後述する「ID5」の旧メンバー、それにその血縁者などが中心となっている。このように関係者が一同に会したような人事についても、GGGの存在が事実を知ってしまった者以外には秘匿されるべき、最重要機密であることを物語っている。
組織構成としては、長官である大河の下に「参謀部」と「R&D（開発研究部）」の2つの部署が設けられ、さらに参謀部の下には凱や勇者ロボの過半が属する「機動部隊」、彼らの修理・メンテナンスに当たる「整備部」、そして情報収集・分析活動に従事する「諜報部」が存在する。また活動拠点は、2004年に宇宙開発公団ビル直下に設けられたベイタワー基地に置かれており、この基地を構成する各エリアもまた、基本的には前出の各部署に属している。
ガッツィー・ギャラクシー・ガード（Gutsy Galaxy Guard、新生GGG）
旧GGGが、国連直轄として再編された公的組織。日本語では「勇気ある宇宙生命圏の守護者」「宇宙防衛勇者隊」と呼称される。
ゾンダーの活動の表面化によって、地球規模の脅威が顕在化する一方で、それらへの唯一の対抗手段たるGストーンや、その周辺技術を保有する旧GGGが、特定の国家に帰属することによる弊害も問題視されていた。そうした中で発生した、機界原種の出現によるベイタワー基地の壊滅事件は、それまで機界生命体対策に二の足を踏んでいた国連に重い腰を上げさせることにも繋がり、GGGはその人員と装備を引き継ぐ形で、機界原種への迎撃を目的とした国連直属組織として2005年9月に再編され、活動拠点も衛星軌道上のオービットベースに移された。
スタッフは、基本的に旧GGGからの続投組に加え、これまでのゾンダー事件の縁による新規参入スタッフも在籍。秘密組織から国際的な公的組織へと移行したのに伴い、その存在も一般社会に公表され、GGGダイヤルと呼ばれる専用回線も新たに設けられた他、世界の危機に迅速に対応すべく、アメリカや中国、それにフランスを始めとした各国にも、GGGの活動支部が置かれている。中でも最大の規模を有するのが、新生GGGへの移行以前より置かれていたアメリカ支部であり、同支部の宇宙センターは各種ハイパーツールや量産型CR（コスモロボ）などの研究・開発が日夜行われている、GGGの技術開発の最先端ともいうべき機関である。
原種大戦の終結後、新生GGGもガオファイガー・プロジェクトの始動などと併せて、オービットベースの設備改修や各種装備の見直しが行われ、研究部門と防衛部門とを明確に分離させた組織運営へと移行。それに伴って人事面でも大幅な刷新がなされており、主要なスタッフだけに留まらず勇者ロボたちもまた、各地に配備される格好となった。この時期の新生GGGは、主にバイオネットを始めとした犯罪組織の撲滅を目的とした活動を行っていたが、やがて宇宙収縮現象への対応やザ・パワーの採取計画を巡り、国連最高評議会との間で深刻な対立が発生。ついには長官に復帰した大河の指揮の下、国連の決議に背いて三重連太陽系への遠征を敢行し、これにより新生GGGは反逆者の汚名を受ける結果となった。
もっとも、新生GGGに対する「追放」処置はあくまでも表向きのものに過ぎず、国連の事務総長であるロゼや、国連宇宙軍の指揮官として相対したヤン・ロンリー博士らとの共謀によって三重連太陽系へと送り出されたのが実情であり、またこの時期に全世界規模で発生した危機的状況を切り抜けることができたのが、新生GGGの力によるものであることは地球に残された人々も知るところであった。やがてGGG再生計画の立ち上げを経て、組織そのものもさらなる再編がなされることとなる（詳細は勇者王ガオガイガーFINAL#関連用語（覇界王）も参照）。
ID5
かつて、日本防衛庁内部に組織された秘密組織で、組織名は「Indomitable Defender Five」を略したものである。
激化する科学犯罪やテロ活動への対抗を企図して結成され、メンバーこそリーダーの大河を筆頭に4人（+1匹）と少数ながらも、1980年代後半から1990年代前半にかけて数多くの事件解決において実績を残したが、1995年に実行され2名と1匹の殉職者を出した「ジュピターX奪回作戦」を最後に、ID5も解散の運びとなった。
解散の後、生き残りとなった大河と火麻はそれぞれ別の道を歩み、やがてGGG設立に際し長官と参謀という間柄で再び合流を果たしている他、殉職者の一人である猿頭寺耕市の息子・耕助も、GGG諜報部オペレーターとして所属することとなる。また、前述の作戦から10年後の2005年11月には、大河と火麻、それに殉職したはずの久我モモコの3人によってID5が再結成され、ヴェロケニア共和国のバイオネット基地への潜入作戦が実行されている。
三重連太陽系
地球から遥か彼方、別の銀河にかつて存在していた恒星系。
一つの恒星の周囲を燃える2つの惑星が周回する様が、あたかも太陽が3つあるように見えることがその名の由来であり、これらの3つの星の他にも、ゾンダー発祥の地たる「紫の星」、ギャレオンと護の故郷である「緑の星」、そして戒道とソルダートJ、トモロが生み出された「赤の星」など、計11の星々が存在。いずれにも人類が存在し高度な文明が繁栄していたが、紫の星で誕生したマスタープログラム（Zマスター）の暴走により、これらの星々も次々と機界昇華され、ついには滅亡を遂げるに至った。地球時間における、西暦1997年の出来事である。
テレビシリーズの続編に当たる『FINAL』では、ソール11遊星主によって復元された三重連太陽系が物語の舞台の一つともなっており、またかつて三重連太陽系が存在した宇宙は、現在の地球が存在する宇宙の前身であったことが、同作品のノベライズ版にて言及されている。

### 技術・能力
Gストーン
三重連太陽系に由来する奇跡の宝石で、GGGの保有するオーバーテクノロジーの中枢を担う。
一見すると人間の手に収まる程度の、緑色に輝く六角形の結晶体としての姿を持つGストーンであるが、元々は緑の星において、指導者であるカインの子・ラティオ（後の天海護）の能力を基に、Gクリスタルから作られた人工鉱石であり、その構造や精製方法は未だ明らかでないものの、恐らくはゾンダーや機界原種への対抗手段として、緑の星の科学が生み出した最終技術であったと考えられている。
Gストーンには、大きく分けて2つの側面が備わっている。その一つとして挙げられるのが、外宇宙のオーバーテクノロジーをインプットされた、無限情報サーキットとしての特性であり、超々高速度の情報処理システムたるこの石から得られた情報は、勇者ロボやそれに付随する各種装備の開発や、サイボーグ・ガイの生命維持を司る制御中枢に活用されている。
そしてもう一つの側面が、前述の各種装備に動力を供給するエネルギー源としての役割である。Gストーンは人間の持つプラス思念、とりわけ勇気をエネルギーに変換し、莫大な出力を発散するという特性を持ち、これを搭載したメカニックの本来持つ性能以上の力を引き出すことができる。そのため、使用者の心に勇気がある限り、Gストーンからは無限に等しい力を引き出すことができ、さらに共振作用によってその力も増幅される。また、Gストーンの発するエネルギーはゾンダーが発する素粒子ZOと対消滅する関係にあり、これに侵された存在が触れると肉体が消滅する。
地球には、ギャレオンによって地球人類にもたらされ、サイボーグ・ガイを始めガオガイガー、そして最強勇者ロボ軍団など多くのGGGの装備の動力源として活用された。当初は旧GGGだけが所有しており、それを狙う各国の諜報機関やバイオネットとの間で暗闘が繰り広げられたが、やがて関係国にこれらの関連技術が無償供与された。ルネの持つGストーンもそのうちの一つであり、実父である雷牙を通して提供されたという経緯がある。
GSライド
Gストーンからエネルギー（Gパワー）を抽出するための機関。
ギャレオンに備わっている純正のGストーン動力炉以外は、いずれもギャレオンによってもたらされた設計図をもとに、麗雄が製作したものであり、これを搭載した人型ロボットを、GGGにおいては「メカノイド」と呼称している。凱の生命維持にまつわる機能など、未だ未知数かつ完全とは言い難い部分も多々存在するものの、それまで地球に存在したあらゆる技術よりも高出力かつ効率的、そして安全なエネルギー発生装置とされる。
GSライドの内部には、メカニックの内部を循環し血液の役割を果たす「Gリキッド」が満たされており、その中央部に設置されたGストーンと、電極との間で放電し膨大なエネルギーを発生させる仕組みとなっている。こうして抽出されたエネルギーはGリキッドによって、各勇者ロボの全身に行き渡るようになっており、このエネルギーの循環が、勇者ロボがゾンダーとの融合を免れる要因ともなっているのである。
ウルテクエンジン
GGG研究開発部にて研究・開発が行われた、反重力場発生装置。正式名称は「Ultra Technological Engine」。
ギャレオンによってもたらされた、オーバーテクノロジーを利用した産物の一つでもあり、航空もしくは航宙推進機関とした場合、理論上無限の推進力を得られるとされ、さらにGSライドと統合することにより、出力を増大させるターボチャージャー的な働きを見せる。研究・開発は物語開始以前より、ベイタワー基地の三式空中研究所を試験機として進められており、後に小型・実用化に成功。原種大戦より以前にヘキサゴンに搭載された他、GGG再編後には勇者ロボにも標準搭載され、彼らにさらなるパワーアップをもたらした。
ミラーコーティング
GGGの装備に用いられている技術の一つ。
あらゆる電磁波やエネルギーを反射する「ミラー粒子」を、特定の対象に付着させるものであり、対象に内蔵された電子回路を保護する効果を発揮する他、ボルフォッグに実装された「ホログラフィックカモフラージュ」のように、自身の姿を周囲の景色に同化させるといった応用も可能となっている。
この技術を活用した装備としては、ミラーコーティングによる電磁反発効果を利用し、勇者ロボやハイパーツールを目標座標へと射出する「ミラーカタパルト」や、ミラーコーティングを施した反射板（FFミラー）を放出・集積することで相手に軌道を読ませない攻撃などを可能とする「リフレクタービーム」などが挙げられる。
フュージョン
サイボーグ・ガイやソルダートJが、メカと融合しメカノイドになるプロセスを指す。
アルティメットアーマー
サイボーグ・ガイ専用に開発された二次装甲。ID5のメンバーが、戦闘時に身に付けていた特殊装甲「IDスーツ」を発展させたもので、所々にその面影を持つ。常に着用しているわけではなく、基地内での待機時にはアーマーを外してマントを羽織った状態でいることが多い他、外出時には私服姿でいることもある。
イークイップモードでは、頭部を保護する「ホーンクラウン」と、右目を覆う多機能表示モニターの「サイバースコープ」が展開、左腕にはライオンの頭部を模した形状の手甲ガオーブレスが装着される。このガオーブレスは、ガイに埋め込まれたGストーンの力を最大限引き出すために作られたGSジェネレーターであり、本体にはガイの意思に応じて切れ味が変化する熱還元刀の「ウィルナイフ」と、ギャレオンの顔を映写してこれを呼び寄せるプロジェクションビーム、そして外部コンピュータなどへのアクセスに用いる補助記憶装置が備わっている。アーマーは分割することで、専用トランクに格納・携行することもでき、このトランクは氷竜によって現場まで運搬される。
凱がエヴォリュダーに転生してからは、このアルティメットアーマーが適合しなくなったことに加え、かつてのサイボーグとしての機能の多くを体内に取り込んでいるため、新たに開発された特殊装甲「IDアーマー」を着用するようになった。こちらもまたIDスーツの技術の延長線上にあるものでもあり、あくまでも補助的なものであるとはいえ、軽量ながらも耐熱・耐衝撃性に優れた性能を発揮するのみならず、アルティメットアーマーと同様に専用トランクに格納・携行することも可能で、イークイップの際にトランクより排出、凱に装着されるようになっている。後にGGGが「ガッツィー・グローバル・ガード」として再編されると、そのメンバーとなっていた護と戒道もIDアーマーを装着するようになった。
Jジュエル
三重連太陽系に由来する結晶物質。
赤の星にて、同盟関係にあった緑の星より提供されたGストーンを模して精製されたものであり、エネルギー供給源としての役割や、ゾンダーメタルと対消滅する性質などもGストーンと同様に持ち合わせている。また精製に当たっては、アベルによる独自の改良が施されており、純粋なエネルギー発生器としての性能は格段にGストーンを凌駕し、攻撃兵器への転用のみならず単独でのESウインドウの展開さえも可能とする。
対機界文明用兵器の中枢ユニットとして、ソルダート師団ならびにアーク艦隊の動力源に用いられており、悪用された際には管理を担うアルマが発する凍結コマンドによって、その全機能が停止するようになっている。
浄解
ラティオ（天海護）やアルマ（戒道幾巳）に備わるゾンダー浄化能力。「浄解」という名称は、護の持つ能力を言い表すために、GGGが便宜上付けたものである。
それぞれ固有の呪文を詠唱すると共に、体内から放つ光をゾンダー化した人間へと浴びせることにより、その姿を元に戻す。この能力を行使する際には、護の身体から8枚の羽根状突起が現れ、自在に飛行することができるようになる他、全身が緑色に発光するとともに、額にもGストーンと同じ紋様が浮かび上がる。発光色や突起の形状など一部に差異も見受けられるものの、戒道も浄解の際には同様の挙動を見せる。浄解に伴う副次的な作用として、元々持ち合わせていたマイナス思念も消失し、ストレスなどから解き放たれるという作用も確認されている。もっとも、完了済みの機界昇華を治すことまではできないなど、必ずしも万能な能力である訳ではない。
機界原種を相手に浄解を行う場合、原種核は耐久卵のような活動休止状態となり「ゾンダークリスタル」へと還元されるが、通常のゾンダー以上に強力な存在である原種は、当初の護では浄解はおろかその存在を感知することもできず、専用のGストーンペンダントを着用し、さらにギャレオンの中に人格コピーとして遺されていたカインの手で力を解放されることによって、ようやく原種の浄解が可能となった。
護の浄解能力は、実父であるカインから受け継いだ天性のものであり、EI-02の出現と撃破に際して初めて発現するまでの間、彼自身も能力の存在を知らずにいた。対して戒道の浄解能力は、護のそれを複製・強化した後天的なものである。浄解時のモーションも異なり、護は最初は左手で、戒道は両手で浄解を行っているが、後にカインの手で最初の封印を解かれてからは、護も戒道と同様に両手で行うようになった。また、浄解という能力は全ての生命体が本来持ち合わせているものでもあり、成長するに伴い減少するものの、機界新種（ゾヌーダ）との戦闘の際には、凱が傷つき倒れた護を抱えた状態で浄解の呪文を唱え、それに反応したGストーンペンダントの力もあって、ゾヌーダの浄解に成功。また『FINAL』では、凱がパルパレーパに埋め込まれたケミカルボルトを、護と命と凱の3人の力を合わせた浄解によって除去してもいる。
ゾンダーメタル
三重連太陽系に由来する無限情報サーキット。紫の星にてゾンダークリスタルから生み出されたもので、超高密度の結晶と高分子の根号複合体による、均一構造を有している。
人間をはじめとした有機体の持つマイナス思念を吸収し、そのストレスを解消させるというのが本来の役割であったが、ゾンダーメタルの制御を担うマスタープログラム（Zマスター）が暴走したのに伴い、ゾンダーメタルもまた植え付けられた人間をゾンダー化させる物質へと転じてしまう。また、ゾンダーメタルには植物としての性質も備わっており、宿主たる有機体から吸収したエネルギーによって成長を続け、ついには大量のゾンダー胞子を放出し惑星ごと機界昇華へと導いてしまう。ゾンダー化した人間がゾンダーロボへと変化した際、ゾンダーメタルもその体表部分に露出するケースが多々確認されており、このことからゾンダーメタル自体が何らかの知覚器官としての特性も備えている可能性も指摘されている。
ゾンダー化に必要不可欠な要素であるにもかかわらず、ゾンダーメタルの精製に必要な「ゾンダーメタルプラント」の形成には大量のエネルギーを必要とし、なおかつ成長も決して早いものではないため量産が難しいという欠点を抱えている。パスダーが地球に潜伏後、必要数のゾンダーメタルを精製し作戦を開始するまでに2年もの月日を要したのもこれに起因しており、そのためパスダーやゾンダリアンは全人類のゾンダー化を遂行すべく、粒子加速器など高エネルギーを消費できるポイントを狙い、ゾンダーメタルプラントを形成することによって、度々大量精製に向けた動きに打って出ている。また、物語後半より登場した機界原種は、自らの体内で大量のゾンダーメタルを精製することも可能となっている。
ザ・パワー
木星に存在する、正体不明の無限エネルギー。地球においては、宇宙開発公団の無人木星探査船ジュピロスIが1994年に持ち帰ってきた「ジュピターX」として、初めてその存在が知られることとなった。
属性を持たない純粋なエネルギーであり、使用者の善悪を問わずその特性を劇的に強化する作用を有する。そのため、利用価値としては無限の可能性を持つ一方で、特定の特性が強化され続けることは、Zマスターの最期からも窺えるように物質自体の絶対的崩壊にも繋がるため、後述の経緯から人類の手に余る過ぎた力である事実をよく知る大河のように、制御不能なこのエネルギーの危険性を指摘する声も多い。また、戒道からは「滅びの力」とも呼ばれ、カインも「この宇宙に多数存在する未知のエネルギーの一つ」と語るなど、三重連太陽系の人間から見ても謎の多い力とされる。
作中では、テレビシリーズ終盤の原種大戦において、超竜神を数万年の眠りから復活させ幻竜神と強龍神を生み出したほか、木星における機界原種との決戦でも墜落しつつあったガオガイガーを復活させ、Zマスターの再生と崩壊の要因ともなった。さらに同時期には、有人木星探査船ジュピロスVのメインコンピューター「ユピトス」に自我を与え、後にはバイオネットがこれを利用して獣人を製造することにも繋がった。
機界昇華終結後、人類はこの力による資源エネルギー利用を計画し、それを目的とした新ディビジョンフリートの建造も行われようとしていたが、このことがザ・パワーの危険性を指摘し、宇宙収縮現象への対応を第一に考える大河やGGGと、十分な検討を待たぬまま計画の推進を企図する国連組織との間で対立を生むこととなってしまう。
後年発表された『覇界王』では、その実態が「オレンジサイト」と呼ばれる超エネルギーの欠片であると説明されている。そちらの詳細については勇者王ガオガイガーFINAL#関連用語（覇界王）の節も参照。

### 生命体・種族
Gストーンサイボーグ
Gストーンを備えたサイボーグの意。無限情報サーキットとしての側面を持つGストーンの働きにより、本来地球の科学力では巨大な電算機への接続を要する生命活動の制御を、人間サイズで可能としている。一方で、そうした生命活動の維持や驚異的なパワーのコントロールの一切をGストーンが司っているため、仮にこれが除去された場合全機能が停止し、死亡することにも繋がってしまう。
作中では、テレビシリーズ時点での獅子王凱と、外伝小説『獅子の女王』より登場するルネ・カーディフ・獅子王の2人が、Gストーンサイボーグとしての改造を受けた人物として挙げられる。戦闘時に「イークイップモード」となる点も両者とも共通しているが、全身サイボーグであるがゆえにアルティメットアーマーを装着する凱に対し、ルネの場合は全身サイボーグではないため、イークイップ後の変化も右目のマルチスカウターを展開し、背中の冷却コートを展開させる程度に留まっている。
スペック上では凱の場合、通常でも600馬力ものパワーを発揮することができ、イークイップモードへの移行後はさらに30%もパワーが上昇。そのパワーを生み出す主動力機関の「マシーンハート」や生命維持装置などが、強靭な圧力にも耐え得るアルミリチウム合金製のボディ内部に備わっている。また、頭髪は体内の新陳代謝を制御する電池「エネルギーアキュメーター」となっており、イークイップモードではその一部が収束、それを引っぱることで黄金色の強化形態「ハイパーモード」に、3分間だけパワーアップすることもできる。また、ルネがイークイップモードで展開する冷却コートの内側には、各種武装の多くを懸架するためのサブフレームが設けられており、それらの総重量は実に100kgにも及ぶ。
エヴォリュダー
Gストーンとサイボーグ体の融合により誕生した、超進化生機融合体。同じ生機融合体であるゾンダーとは異なる、人が進むべき進化の方向性を示す存在とも言える。
後述の機界新種との激闘の末に、物質昇華されつつあった凱だが、彼が口にした浄解の呪文にGストーンペンダントが反応。失われていたはずの生身の肉体を取り戻し、さらにはエヴォリュダーへの進化を果たすに至った。その特性として、体内のGストーンからエネルギーを抽出することで、サイボーグに匹敵する身体能力を発揮可能という点が挙げられ、これ以外にも光学回路に直接神経を接続することもできる。
この派生形とも言える存在が、同じく機界新種戦を経て命が進化を遂げた「セミ・エヴォリュダー」である。彼女の場合、凱とはまた異なる方向性での進化であり、Gストーンの力によって新生した神経系が、通常の人間よりも遥かに強靭かつ、自己再生・修復能力を備えたものとなっている。
勇者ロボ
本作品における「勇者ロボ」という名称は、基本的にギャレオンよりもたらされた技術によって駆動する巨大ロボットを指す。その駆動系は前出のGSライドとGリキッド、それに情報伝達繊維Gファイバーの併用によって成り立っており、これらを「Gドライブ」と呼称する。
有人操縦のガオガイガーなどを例外として、その機体制御は搭載された次世代型人工知能によって行われ、これらは独自の感情までもプログラムされていることから「超AI」と呼称される。この超AIは学習プログラムだけでなく、実働経験によっても思考ルーティンが育成され、同じ形式のAIであっても個体差が生じる場合もある。また、超AIの中にはシステムの完成を急ぐのを目的として、特定の人間の思考パターンを移植されたものも存在する。
勇者ロボには、メカノイド形態からビークル形態への変形機能を有する「ビークルロボ」、ビークルロボとツールロボの性質を兼ね備えた「マルチロボ」など複数のカテゴリが存在し、いずれも変形に際しては「システムチェンジ」の語句を、パスワードとして発声する。また、各AIおよびそれを搭載する機体には「GBR（G-stone driven Brave Robot）」の形式ナンバーが与えられており、AI未搭載機であるガオガイガーとガオファイガーもこのナンバリングに含まれている。続編・派生作品なども含めれば、作中にはGBR-21（ガオガイゴー）までが登場しているが、中には諸事情により開発が凍結された機体も存在する。
ゾンダー
紫の星を発祥とする生機融合体にして、ゾンダーメタルを植え付けられ変態を遂げた有機体の総称。GGGからは「EI (=Extra-Intelligence) ナンバー」が、出現した順に各個体へと付されており、基本的にこの認定はGGGの長官たる大河によって行われるものの、彼が不在の場合を考慮して国連事務総長などにも、その権限が認められている。
ゾンダーメタルを植え付けられた人間は、まず「ゾンダー人間」と呼ばれる形態へと変貌。基本的にその姿形に差異はないものの、中には通常のゾンダー人間とは異なる、変化前の個性を反映した姿を持つ個体もいない訳ではない。そして周囲にある機械や無機物との融合により、各々の抱える怒りや不安といったマイナス思念、それに融合対象の特性を具現化・極大化した、「ゾンダーロボ」へと巨大化・変質。さらにそこから完全体へと成長することで、惑星全土を機界昇華へと導く「ゾンダー胞子」の放出を開始するようになる。また、ゾンダーは「素粒子Z0」と呼ばれる特殊な素粒子を放出しており、Gストーンの発するGパワーとは対消滅する関係にある他、これが世界中に蔓延することがあればゾンダーメタルがなくとも、人間がゾンダー化してしまうことが麗雄の研究によって明らかにされている。素粒子Z0は護や戒道、それにGGGが開発した「Zセンサー」によって感知することが可能で、護の場合は感知の際に髪の毛が一瞬だけ逆立ち、緑色に輝くという挙動を見せる。
ゾンダー化した人間は、浄解を受けることで元の姿へと戻ることができるが、ゾンダー化していた間の記憶については失われてしまう。また、変質してから時間が経ち過ぎた場合は元に戻れず消滅してしまう他、子どものように未成熟な有機体がゾンダー化した場合は、その姿を維持することが出来ず、浄解を受けることなく元の姿へと戻ることが確認されている。
ゾンダリアン
ゾンダーの尖兵にして、その勢力を広げるための侵攻先発隊の幹部格として作り出された存在。作中では物語前半の敵にして、EI-01（パスダー）の配下たる「機界四天王」がこれに該当する。
彼らもまた、機界昇華を受けた星の生き残りが変質したものであり、他の無機物などと融合してゾンダーロボとなる点や、素粒子Z0を放出するなどといった部分は通常のゾンダーとも共通する一方、素体とされた者の思考パターンや能力が残されている他、ゾンダーロボ化した際にはその体内で大量のゾンダー胞子を精製することも可能となっている。
機界31原種
物語後半より登場する、機界文明の基ともいうべき存在。ゾンダーに対するEIナンバーと同様に、彼らに対してもGGGから個体ごとに「ZX（=Zonder-Exception）ナンバー」が、やはり出現順に付されている。
各個体とも、人体の部位や内臓を模した形態と、恒星間航行時などに活用される全長100m規模のオブジェ形態、そして独立した人格を有しており、その全てが一つに融合することによって、マスタープログラムの肉体たる巨大な「Zマスター」へと変貌を遂げる。これは有事に備え、自らの身体を分割し活動させることで、戦闘に際しての被害を最小限に抑えることが目的であったと見られている。また、ZX-31（心臓原種）がパスダーやパリアッチョを生み出したように、各個体も自らの身体をさらに分裂させることができ、これらを多数宇宙へと放つことで、外宇宙の機界昇華に乗り出す際の情報収集用の端末として活用している。
計31体存在する機界原種は、核であるZX-31を頂点とし、さらにZX-07（腕原種）を筆頭とする計7体が、「機界最強七原種」として君臨している。他の物体との融合によってその力を自在に発揮する、という点こそ従来までのゾンダーと近似しているものの、その戦闘能力はゾンダーやゾンダリアン、それにパスダーとは比べ物にならないほど強大であり、個体によっては他の原種と融合することでより強力な合体原種となり、それぞれの個体が融合前に有していた能力を同時に行使することもできる。さらに、最強七原種のように人間を素体とし、機界昇華の対象とした星に関する情報を効率的に収集することや、ZX-06（頭脳原種）などが見せたようにESウインドウを開くことさえ可能であるなど、様々な面でゾンダーやゾンダリアンとは一線を画した存在として描かれている。戒道は彼ら原種たちを浄解することで還元される「ゾンダークリスタル」を一つに集め、対消滅を図ろうとしていたが、これは本来原種たちの数に合わせて編成され、それぞれが各原種と対消滅するはずであったアーク艦隊の全滅を受けてのことであった。
彼ら原種たちの真の姿であるZマスター（マスタープログラム）は、元々科学技術の発展した紫の星において、より良い思考を育む環境づくりのための一環として作られたものであり、人々の思考を妨げるマイナス思念（ストレス）を取り除くことを目的としていた。しかしマスタープログラムは程なくして、マイナス思念の尽きない人間という存在そのものを悪と看做し、「人間が完全な機械となり自由に融合し、集団にして一つの個を形成することで、個の持つマイナス思念を全て消滅させられる」との結論に至る。結果、マスタープログラムはその結論を実行すべくゾンダーメタルとその発生システムを生み出し、全宇宙の有機体にとっての天敵ともいうべきZマスターとして、暴走を遂げることとなったのである。
機界新種ゾヌーダ
テレビシリーズにおける最後の敵である、新種のゾンダー。有機体のみならず、あらゆる物質を絶縁体へと変化させ、エネルギーを発散させて「無の状態」としてしまう「物質昇華」の能力を有しており、後述するGパワーへの耐性と併せて、Zマスターを遥かに凌ぐ力を備えた究極の存在であるといえる。
機界新種は、ゾンダーとは異なる進化した機界生命体の種子が、人間と融合することでこれを素体として誕生した存在であり、作中では卯都木命がこの機界新種へと変貌を遂げている。この種子はかつてE1-01が地球に到来した際、その落下地点にして命が住んでいた横浜にてE1-01の手で植え付けられたものであり、それから2年の潜伏期間の間、原種の種子は彼女の中枢神経に擬態することでGGGによる各種検査をすり抜け、成長とともにGパワーに対する耐性も身につけるに至った。
命の機界新種への変貌は、原種大戦が終結してからおよそ3ヶ月後の2006年3月に起こった出来事であり、凱のエネルギーを吸収した種子は開花し機界新種としての姿を現すや、オービットベースやそこにいた勇者ロボたちのエネルギーをも奪い無力化。さらに隔離された先のアマテラスの左胴部や、艦内に格納されていたハイパーツール群をも取り込み、降下した先の東京において巨大な「ゾヌーダロボ」へとさらなる変化を遂げることとなる。
地球を物質昇華に導くという目的を達成すべく、都心部一帯を昇華させていったゾヌーダロボは、これに立ち向かった護や、勇者ロボのAIを移植したガオガイガーを相手に、彼らからの攻撃を全て跳ね返し行動不能に追い込むなどかつてない窮地に追い込むが、死闘の最中に護が傷ついたことで命の意識が蘇ってしまい、その間隙を突く形でガオガイガーによってゾヌーダロボから、核となっていた機界新種も抉り出されるに至った。それでもなお物質昇華は止まらず、ガオガイガーや凱の身体をも取り込みつつあったものの、凱が命への想いとともに呟いた浄解の呪文が、彼の持つGストーンと護のペンダントと反応。これによって奇跡的に発現した浄解は、凱と命に元の人間としての姿を取り戻させ、前述の通りさらなる進化をもたらすとともに、傷つき倒れた護を蘇らせる結果となった。
一方で、それから1年あまり後の2007年6月には、オーストラリアにてもう一体の機界新種の出現が確認されており、こちらは地球圏への帰還を果たしていた戒道の手によって浄解されている。

## スタッフ
（オープニングクレジットより）
- 企画 - サンライズ
- 原作 - 矢立肇
- シリーズ構成 - 五武冬史[注釈 19]
- キャラクターデザイン - 木村貴宏
- メカニックデザイン - 大河原邦男
- スペシャルコンセプター - 野崎透
- デザインワークス - 塩山紀生、鈴木竜也、戦船
- 美術 - 岡田有章
- 色彩設計 - 柴田亜紀子
- 撮影 - 関戸宏樹、黒木康之
- 音響 - 千葉耕市
- 音楽 - 田中公平
- 監督 - 米たにヨシトモ
- プロデューサー - 加古均[注釈 20]、横山敏紀[注釈 21]（名古屋テレビ）、小原麻美（東急エージェンシー）、高橋良輔（サンライズ）
- 制作 - 名古屋テレビ、東急エージェンシー、サンライズ

## 主題歌
OP
「勇者王誕生!」（1番 - 1話-31話、49話、2番 - 32話-48話）
作詞：米たにヨシトモ / 作曲：田中公平 / 編曲：根岸貴幸 / 歌：遠藤正明

ED
「いつか星の海で」
作詞：前田耕一郎 / 作曲：田中公平 / 編曲：根岸貴幸 / 歌：下成佐登子
挿入歌
「地球はでっかいハート」（第24話）
作詞：前田耕一郎 / 作曲：田中公平 / 編曲：根岸貴幸 / 歌：下成佐登子
「Power of Desire」（第25,45話）
作詞：遠藤正明 / 作曲：遠藤正明、松本音治 / 編曲：見良津健雄 / 歌：遠藤正明
「最強勇者ロボ軍団」（第27,34,36話）
作詞：米たにヨシトモ / 作曲：田中公平 / 編曲：多田彰文 / 歌：宮内タカユキ
「GGGマーチ」（第29,48話）
作詞：米たにヨシトモ / 作曲：田中公平 / 編曲：根岸貴幸 / 歌：遠藤正明
「美しき光の翼」（第31,33,47話）
作詞：米たにヨシトモ / 作曲：田中公平 / 編曲：浜口史郎 / 歌：高井治

## 各話リスト
| 話数      | サブタイトル             | 脚本                    | 絵コンテ                | 演出           | 作画監督                                              | これが勝利の鍵だ!                                  | 放送日         |
| --------- | ------------------------ | ----------------------- | ----------------------- | -------------- | ----------------------------------------------------- | -------------------------------------------------- | -------------- |
| Number.01 | 勇者王誕生!              | 五武冬史                | 米たにヨシトモ          | 谷口悟朗       | 木村貴宏（キャラ） 吉田徹（メカ）                     | -                                                  | 1997年 2月1日  |
| Number.02 | 緑の髪の少年             | 五武冬史                | 杉島邦久 米たにヨシトモ | 杉島邦久       | 植田洋一（キャラ） 山根理宏（メカ）                   | ガイガードリルモード                               | 2月8日         |
| Number.03 | 聖なる左腕               | 五武冬史                | 山口祐司                | 山口祐司       | 寺岡巌                                                | ディバイディングドライバー                         | 2月15日        |
| Number.04 | 逃亡者ゾンダー           | 平野靖士                | 菊池一仁                | 菊池一仁       | 柳沢テツヤ（キャラ） 鈴木竜也、鈴木卓也（メカ）       | ウィルナイフ                                       | 2月22日        |
| Number.05 | 青と赤                   | 山口宏                  | 浜津守                  | 浜津守         | 佐々門信芳                                            | AI BOX                                             | 3月1日         |
| Number.06 | その名は超竜神           | 竹田裕一郎              | 浜津守                  | 谷口悟朗       | 吉田徹                                                | イレイザーヘッド                                   | 3月8日         |
| Number.07 | 黒の300を追え!           | 五武冬史                | 杉島邦久                | 杉島邦久       | 寺岡巌                                                | ガンドーベル                                       | 3月15日        |
| Number.08 | 太陽が消える日           | 平野靖士                | 米たにヨシトモ          | 南康宏         | 植田洋一（キャラ） 山根理宏（メカ）                   | ガイのペンダント                                   | 3月22日        |
| Number.09 | 素粒子Z0                 | 山口宏                  | 握乃手紗貴              | 握乃手紗貴     | 柳沢テツヤ（キャラ） 鈴木竜也、鈴木卓也（メカ）       | ペンシルランチャー                                 | 3月29日        |
| Number.10 | 光届かぬ世界             | 五武冬史                | 加瀬充子                | 山中英治       | 佐々門信芳                                            | マリン1                                            | 4月5日         |
| Number.11 | イゾルデの門             | 竹田裕一郎              | 浜津守                  | 浜津守         | 寺岡巌                                                | ボルフォッグ                                       | 4月12日        |
| Number.12 | 明日                     | 米たにヨシトモ          | 米たにヨシトモ          | 米たにヨシトモ | 木村貴宏（キャラ） 吉田徹（メカ）                     | ガイガー ステルスガオー ドリルガオー同時装着モード | 4月19日        |
| Number.13 | カインの遺産             | 竹田裕一郎              | 杉島邦久                | 杉島邦久       | 植田洋一（キャラ） 山根理宏（メカ）                   | シルバークロス                                     | 4月26日        |
| Number.14 | 霧が呼ぶ渓谷             | 山口宏                  | 菊池一仁                | 山口祐司       | 柳沢テツヤ（キャラ） 鈴木竜也、鈴木卓也（メカ）       | ガンドーベル、ガングルー                           | 5月3日         |
| Number.15 | 狙われたGGG              | 北嶋博明                | 谷口悟朗                | 谷口悟朗       | 寺岡巌                                                | 猿頭寺耕助                                         | 5月10日        |
| Number.16 | 正午の悪魔               | 山口宏                  | 錦織博                  | 原田奈奈       | 佐々門信芳 藁谷均 佐久間信一                          | ディバイディングドライバー輸送貨車                 | 5月17日        |
| Number.17 | 空間を制する者           | 五武冬史                | 渡辺哲哉 森邦宏         | 西山明樹彦     | 木村貴宏（キャラ） 吉田徹（メカ）                     | プライヤーズ                                       | 5月24日        |
| Number.18 | 約束は光の彼方           | 竹田裕一郎              | 西森章                  | 杉島邦久       | 植田洋一（キャラ） 山根理宏（メカ）                   | GGGポケベル                                        | 5月31日        |
| Number.19 | 滅ぶべき右腕             | 竹田裕一郎              | 菊池一仁                | 南康宏         | 寺岡巌                                                | Gツール                                            | 6月7日         |
| Number.20 | ゾンダー先生             | 北嶋博明                | 谷口悟朗                | 谷口悟朗       | 佐々門信芳 藁谷均 佐久間信一                          | ディメンジョンプライヤー                           | 6月14日        |
| Number.21 | 金色の破壊神             | 山口宏                  | 越智浩仁                | 山口祐司       | 柳沢テツヤ（キャラ） 鈴木竜也、鈴木卓也（メカ）       | マーグハンド                                       | 6月21日        |
| Number.22 | 汚されし空へ             | 五武冬史                | 浜津守                  | 浜津守         | 木村貴宏（キャラ） 吉田徹（メカ）                     | ゴルディータンク                                   | 6月28日        |
| Number.23 | マイク13                 | 竹田裕一郎              | ワタナベシンイチ        | 西山明樹彦     | 寺岡巌                                                | マイクの輸送コンテナ                               | 7月5日         |
| Number.24 | はずされた鍵(プロテクト) | 北嶋博明 米たにヨシトモ | 米たにヨシトモ          | 谷口悟朗       | 植田洋一（キャラ） 山根理宏（メカ）                   | ブームロボ形態（マイスサウンダース13世）           | 7月12日        |
| Number.25 | 滅びの声                 | 北嶋博明                | 西森章                  | 吉本毅         | 山本佐和子（キャラ） 鈴木勤（メカ）                   | ディスクP                                          | 7月19日        |
| Number.26 | 次元を越えて             | 山口宏                  | 越智浩仁                | 山口祐司       | 佐々門信芳                                            | ジェットワッパー                                   | 7月26日        |
| Number.27 | 大東京消滅!              | 五武冬史                | 西澤晋                  | 原田奈奈       | 寺岡厳                                                | プライヤーズ直列合体                               | 8月2日         |
| Number.28 | 激突!機界四天王          | 竹田裕一郎              | 浜津守                  | 森邦宏         | 鈴木竜也 鈴木卓也                                     | ディスクX                                          | 8月9日         |
| Number.29 | 火の鳥                   | 竹田裕一郎              | 錦織博                  | 西山明樹彦     | 木村貴宏（キャラ） 吉田徹（メカ）                     | ハイパーモード・ガイ                               | 8月16日        |
| Number.30 | 勇者、暁に死す!          | 山口宏                  | 谷口悟朗                | 谷口悟朗       | 植田洋一（キャラ） 山根理宏（メカ）                   | 弾丸X                                              | 8月23日        |
| Number.31 | さらばGGG                | 北嶋博明                | 山口祐司 米たにヨシトモ | 山口祐司       | 寺岡厳                                                | ジェイクォース                                     | 8月30日        |
| Number.32 | 逆襲!機界31原種          | 竹田裕一郎              | 握乃手紗貴              | 握乃手紗貴     | 糸島雅彦（キャラ） 鈴木勤（メカ）                     | マイクシリーズ13機                                 | 9月13日        |
| Number.33 | 氷点下への出航           | 山口宏                  | 加瀬充子                | 吉本毅         | 佐々門信芳                                            | ジェイアークのESミサイル                           | 9月20日        |
| Number.34 | 勇者復活!                | 山口宏                  | 高瀬節夫                | 原田奈奈       | 鈴木竜也（キャラ） 鈴木卓也（メカ）                   | 最強勇者ロボ軍団                                   | 9月27日        |
| Number.35 | 風と雷                   | 竹田裕一郎              | 谷口悟朗                | 西山明樹彦     | 寺岡厳                                                | 風龍&雷龍                                          | 10月4日        |
| Number.36 | その名は撃龍神           | 竹田裕一郎              | 日高政光                | 高瀬節夫       | 木村貴宏（キャラ） 吉田徹（メカ）                     | 撃龍神 双頭龍                                      | 10月11日       |
| Number.37 | カイン来迎               | 北嶋博明                | 山口祐司 谷口悟朗       | 山口祐司       | 佐々門信芳                                            | マモルのペンダント                                 | 10月18日       |
| Number.38 | 暗黒の大決戦             | 北嶋博明                | 杉島邦久                | 杉島邦久       | 植田洋一（キャラ） 山根理宏（メカ）                   | クライマー1                                        | 11月1日        |
| Number.39 | 機界最強7原種            | 山口宏                  | 握乃手紗貴              | 握乃手紗貴     | 寺岡厳                                                | ムカムカ                                           | 11月8日        |
| Number.40 | 星の子供たち             | 山口宏                  | 本郷みつる              | 吉本毅         | 鈴木竜也（キャラ） 鈴木卓也（メカ）                   | イザナギ                                           | 11月15日       |
| Number.41 | 遥かなる凱歌             | 山口宏                  | 加瀬充子                | 原田奈奈       | 佐々門信芳                                            | ガトリングドライバー                               | 11月22日       |
| Number.42 | 太古からの帰還           | 北嶋博明                | 浜津守                  | 西山明樹彦     | 木村貴宏（キャラ） 吉田徹（メカ）                     | 超竜神                                             | 11月29日       |
| Number.43 | 幻竜神・強龍神           | 北嶋博明                | 西森章                  | 高瀬節夫       | 寺岡厳                                                | 幻竜神、強龍神                                     | 12月6日        |
| Number.44 | 終焉序曲                 | 竹田裕一郎              | 握乃手紗貴              | 握乃手紗貴     | 糸島雅彦（キャラ） 中谷誠一（メカ）                   | マモルの両親                                       | 12月13日       |
| Number.45 | GGG、木星へ!             | 竹田裕一郎              | 河村隆二                | 南康宏         | 植田洋一（キャラ） 山根理宏（メカ）                   | 強襲偵察艇ムラクモ                                 | 12月20日       |
| Number.46 | 勇気ある者               | 竹田裕一郎              | 山口祐司                | 山口祐司       | 柳沢テツヤ（キャラ） 鈴木竜也、鈴木卓也（メカ）       | カイン                                             | 12月27日       |
| Number.47 | 機界昇華終結             | 竹田裕一郎              | 日高政光                | 吉本毅         | 寺岡厳                                                | 卯都木命                                           | 1998年 1月17日 |
| Number.48 | 命                       | 北嶋博明                | 谷口悟朗                | 谷口悟朗       | 木村貴宏（キャラ） 吉田徹（メカ）                     | 天海護                                             | 1月24日        |
| FINAL     | いつか星の海で           | 山口宏                  | 米たにヨシトモ          | 米たにヨシトモ | 木村貴宏、植田洋一（キャラ） 吉田徹、山根理宏（メカ） | 獅子王凱                                           | 1月31日        |

- Number.08・21は次回予告風のプレゼントのお知らせを放送。
  - Number.08：番組特製テレホンカード（100名）
  - Number.21：主題歌CD（100名）
- Number.31のエンドカードでは、『てれびくん』誌上で展開されたマイクの表情パターン募集企画の投稿作品を発表。これらはNumber.32の劇中にも反映された。
- Number.46は特別編成により一部の地方では12月24日の11:00から放送。
- ポケモンショック事件後の放送となったNumber.46・47は、一部の場面の明度を落として放送された。

### アウター・ナンバーズ
テレビシリーズを補完する挿話。逸脱した外伝ではなく、公式の正伝として扱われている。
- Number.00「サイボーグ誕生」（ドラマCD1）

監督・脚本 - 米たにヨシトモ / 音響監督 - 千葉耕市 / 音楽 - 田中公平
- Number.14.5「海のヴァルナー」（PSソフト『勇者王ガオガイガー BLOCKADED NUMBERS』の一編）

監修 - 米たにヨシトモ / 監督 - 谷口悟朗 / 脚本 - 北嶋博明 / 作画監督 - 木村貴宏
- Number.34.5「ロボット闇酷冒険記」（ドラマCD2）

監督・構成 - 米たにヨシトモ / 脚本 - 竹田裕一郎 / 音響監督 - 千葉耕市 / 音楽 - 田中公平
- Number.37.5「最低勇者ロボ軍団」（アニメムック『勇者王ガオガイガー・フェイズ2』収録の短編小説）

作 - 山口宏
- Number.38.2『獅子の女王〈リオン・レーヌ〉』（『Hobby JAPAN』に連載された長編小説。FINALムック版の加筆を経て『獅子の女王（リオン・レーヌ）-勇者王ガオガイガー2005-』に完全版として収録）

ストーリー - 竹田裕一郎 / キャラデザイン - 木村貴宏 / メカデザイン - 高倉武史 / イラスト - 藤川明日香 / CGワーク - アトリエ彩
- Number.38.5「最強勇者美女軍団」（ドラマCD3）

監督・脚本 - 米たにヨシトモ / 脚本 - 山口宏 / 音響監督 - 千葉耕市 / 音楽 - 田中公平
- Number.41.5「ID5は永遠に…」（ドラマCD4）

監督・脚本 - 米たにヨシトモ / 脚本 - 北嶋博明 / 音響監督 - 千葉耕市 / 音楽 - 田中公平
- Number.43.2「金の牙・銀の爪」（『勇者王ガオガイガー BLOCKADED NUMBERS』の一編）

監修 - 米たにヨシトモ / 監督 - 谷口悟朗 / 脚本 - 北嶋博明 / 作画監督 - 木村貴宏
- Number.43.5「光と闇の翼」（『電撃大王』にて連載されたコミック、『電撃ガオガイガー』および『勇者王ガオガイガーFINAL the COMIC』に収録）

構成 - 竹田裕一郎 / 作画 - 大森葵 / 設定 - 堀口滋
前述の通り、米たに監督ら本作品のスタッフが中心となって制作されたアニメ作品『ベターマン』（1999年）は、本作品と同一の世界において機界昇華が終結した2006年を舞台としており、登場人物の関係性やメカニックなども本作品と密接につながっている。

## 放送局
出典は右記のものを使用する。
| 放送対象地域                                                                | 放送局           | 系列           | ネット形態 | 備考         |
| --------------------------------------------------------------------------- | ---------------- | -------------- | ---------- | ------------ |
| 中京広域圏                                                                  | 名古屋テレビ     | テレビ朝日系列 | 制作局     |              |
| 関東広域圏                                                                  | テレビ朝日       | テレビ朝日系列 | 同時ネット |              |
| 北海道                                                                      | 北海道テレビ     | テレビ朝日系列 | 同時ネット |              |
| 青森県                                                                      | 青森朝日放送     | テレビ朝日系列 | 同時ネット |              |
| 岩手県                                                                      | 岩手朝日テレビ   | テレビ朝日系列 | 同時ネット |              |
| 宮城県                                                                      | 東日本放送       | テレビ朝日系列 | 同時ネット |              |
| 秋田県                                                                      | 秋田朝日放送     | テレビ朝日系列 | 同時ネット |              |
| 山形県                                                                      | 山形テレビ       | テレビ朝日系列 | 同時ネット |              |
| 福島県                                                                      | 福島放送         | テレビ朝日系列 | 同時ネット |              |
| 新潟県                                                                      | 新潟テレビ21     | テレビ朝日系列 | 同時ネット |              |
| 長野県                                                                      | 長野朝日放送     | テレビ朝日系列 | 同時ネット |              |
| 静岡県                                                                      | 静岡朝日テレビ   | テレビ朝日系列 | 同時ネット |              |
| 石川県                                                                      | 北陸朝日放送     | テレビ朝日系列 | 同時ネット |              |
| 近畿広域圏                                                                  | 朝日放送         | テレビ朝日系列 | 先行放送   | [ 注釈 22 ]  |
| 広島県                                                                      | 広島ホームテレビ | テレビ朝日系列 | 同時ネット |              |
| 山口県                                                                      | 山口朝日放送     | テレビ朝日系列 | 同時ネット |              |
| 香川県 岡山県                                                               | 瀬戸内海放送     | テレビ朝日系列 | 同時ネット |              |
| 愛媛県                                                                      | 愛媛朝日テレビ   | テレビ朝日系列 | 同時ネット |              |
| 高知県                                                                      | テレビ高知       | TBS系列        | 遅れネット | 途中打ち切り |
| 福岡県                                                                      | 九州朝日放送     | テレビ朝日系列 | 同時ネット |              |
| 長崎県                                                                      | 長崎文化放送     | テレビ朝日系列 | 同時ネット |              |
| 熊本県                                                                      | 熊本朝日放送     | テレビ朝日系列 | 同時ネット |              |
| 大分県                                                                      | 大分朝日放送     | テレビ朝日系列 | 同時ネット |              |
| 鹿児島県                                                                    | 鹿児島放送       | テレビ朝日系列 | 同時ネット |              |
| 沖縄県                                                                      | 琉球朝日放送     | テレビ朝日系列 | 同時ネット |              |
| 未放送地域：山梨県・富山県・福井県・鳥取県・島根県 ・徳島県・佐賀県・宮崎県 |                  |                |            |              |

### 玩具・食玩・その他立体物
玩具
タカラ
従前までの勇者シリーズの商品展開が、変形合体機構を再現した「STD（スタンダード）」シリーズと、変形合体に加えて発光・サウンド・電動といったギミックを搭載した「DX」シリーズの2本立てであったであったのに対し、本作品での商品展開は「DX」シリーズのみに絞ったものとされ、なおかつ同シリーズの全アイテムに「G」で始まる通し番号が振られるという、勇者シリーズとしては初の試みもなされた。また、全体の約半数が関節可動によるフルポーザブル仕様とされているのも特徴の一つである。
- G-01 DX超人合体 ガオガイガー
  - ガイガーと3機のガオーマシンによる、作中での印象的な合体シークエンスをそのまま再現。初回版のみビニール製の「ぼくのディバイディングドライバー」が付属。

- G-02 ガオーブレス
  - サイボーグ・ガイの同名の装備を再現したなりきり玩具。ライト&サウンドギミックのほか、ウィルナイフの脱着や、プロジェクタによるギャレオン召喚シーンの再現などといったギミックを搭載。

- G-03 DXガオガイガー基地
  - 付属の非変形版ガイガーや、別売りのDXシリーズの勇者ロボのメンテナンス遊びが可能な基地玩具。インパネ・メンテナンス・ウォッシャーの3つのユニットによって構成され、水陸両用整備装甲車内のメンテナンスルームが部分的に再現されている。

- G-04 DX左右合体 超竜神
- G-05 DX左右合体RIGHT 氷竜
- G-06 DX左右合体LEFT 炎竜
  - 上記のうち、G-04は氷竜・炎竜の2体セットで、G-05・06はその単品販売版に当たる。「左右合体 ウルトラレイカー」（1990年）以来となる左右合体ロボとして開発されながらも、全形態でのプロポーション再現を始め、ギミックやパーツ処理など様々な面で、同商品からの技術の進歩・進化を感じさせる商品内容となっている。一方で、超竜神の装備であるイレイザーヘッドは、玩具開発が終わった後にアニメ制作サイドからその存在を伝えられたこともあり、上記の各商品には付属していない。

- G-07 DX変身サイボーグ 獅子王ガイ
  - クリア素材からなるサイボーグボディに、作中通りアルティメットアーマーを装着可能な、全身可動の1/6スケールアクションドールで、アーマー脱着の他にも胸部マシンハートの発光ギミックを搭載。往年の名作玩具である「変身サイボーグ」の名を冠した商品として、発売当時の玩具ファンの注目を集めたアイテムでもあり、本作品終了後の1998年3月にはボディを流用する形で「ネオ変身サイボーグ1号」も発売された。
  - 当時、タカラ側の玩具開発担当として本作品に携わっていた幸日佐志の語るところによれば、前年放送の『勇者指令ダグオン』の関連商品として発売された「ダグテクター」のフィギュアが、大人数かつ安価なアイテムであったために最終的な売上に繋がらなかったことを踏まえ、「大きくてデラックスな主役フィギュア1体ならどうか」ということで考案されたのがこのDX変身サイボーグであったといい、直球で変身サイボーグを使うことによりコンセプトもブレず、また伝統ある変身サイボーグの系譜にも繋げられたので作ってよかったとも振り返っている。

- G-08 DX激音合体 ビッグボルフォッグ
- G-09 DX特捜マシン ボルフォッグ
- G-10 DX特捜マシン ガンドーベル
- G-11 DX特捜マシン ガングルー
  - 上記のうち、G-08はボルフォッグとガンマシンの3体セット、G-09から11はその単品販売版に当たる。ボルフォッグにのみEL機能が内蔵され、単体ではパトライトの発光とサイレン音を鳴らすことができるほか、合体状態では腕の可動と連動して3種類のサウンドを鳴らすことも可能となっている。
  - 一方で、搭載するサウンドユニットの開発の都合上、発売が当初の予定から遅れる格好となり、そのため作中における初登場も合わせて後ろ倒しとした上で、諜報部に所属しているがゆえに隠密行動を取っていて正体も不明という設定を活かすことができたと、後に米たにが述懐している。

- G-12 DX剛腕戦士 ゴルディーマーグ
  - 作中と同様の変形合体ギミックのほか、ゴルディータンク形態ではエアーポンプによるスポンジ弾発射ギミックも使用可能となっている。

- G-13 DXサウンドロボ マイク＆バリバリーン
  - マイクはコスモロボとブームロボの2形態への変形ギミックが再現されているほか、胸部パネル内部のディスクカードの交換ギミック、それに添付のシールによるコスモロボ形態での各種表情再現が可能。バリバリーンにはステージ7（スタジオ7）時のサウンドギミックが搭載されているほか、同形態用の背景パネルも付属。

- G-14 DX超弩級合体 キングジェイダー
- 単体の商品としては勇者シリーズでも最大級となる、全高約40cmものサイズを有する。また、キングジェイダー以降に発売された玩具のパッケージは、基本色がそれまでの赤から白へと変更されている。
- G-15 DX左右合体 撃龍神
- G-16 DX左右合体RIGHT 風龍
- G-17 DX左右合体LEFT 雷龍
  - 上記のうち、G-15は風龍・雷龍の2体セットで、G-16・17はその単品販売版に当たる。本体部分を既発売の氷竜・炎竜から流用しつつ、デザイン上での差異の他にもビークルロボ形態時の自立安定化を企図したかかと部の突起の追加や、合体時の胸部パネルのメッキ処理などといった、細かな部分での仕様変更も一部なされている。合体機構を同じくしている都合上、氷竜・炎竜と組み合わせることで作中にも登場した半身を入れ替えての合体も可能である。

- ぼくのビッグオーダールーム
  - DX玩具のプレゼントキャンペーンの懸賞品として商品化された、組み立て式の基地玩具。1997年3月から7月までの期間、毎月当選者1,000名を対象にプレゼントされているが、同じくプレゼントキャンペーンの懸賞品であった「ジェイデッカールーム」（『勇者警察ジェイデッカー』）とは異なり、このビッグオーダールームについてはキャンペーン期間後の一般販売は行われていない。

- 卯都木命
  - 既存の製品のボディを使用しつつ、頭部を新造する形で商品化されたドール。ホビー事業部扱いで1997年末に1,000体限定で生産され、その完売を受けて翌1998年3月に第2ロットの1,000体が発売された。後年のキャラクタードールの先駆け的存在でもあり、後にセーラー服バージョンなども発売された。

- ガオガイガー ミニモデル
  - 右拳の発射ギミックを搭載した完成品トイ。

- 新世紀勇者復活計画 ガオガイガー＆ゴルディーマーグ 最強勇者王セット
  - 2002年8月発売。前年よりスタートした勇者シリーズ玩具の復刻版「新世紀勇者復活計画」の第4弾で、上記G-01とG-12をセットにした商品。

- ミクロマン・ミクロアクション 獅子王ガイ
- ミクロマン・ミクロアクション 卯都木命
- ミクロマン・ミクロアクション スワン・ホワイト

バンダイ
以下、※印の付記されているアイテムはプレミアムバンダイ・魂ウェブ商店通販限定。
- スーパーロボット超合金 
  - 勇者王ガオガイガー
    - 2011年8月発売。自由度の高い可動性能を有するフルアクションフィギュアで、ディバイディングドライバーのほか各種ハンドパーツ、エフェクトパーツが付属。

  - 勝利の鍵セット1
    - 2011年8月発売。以下のセット2・3も含め、既発売のガオガイガーに装着可能なパーツのセット品で、ゴルディオンハンマーとマーグハンド、それにハンマーヘル・アンド・ヘブン再現用の各種パーツなどを同梱。

  - 勝利の鍵セット2
    - 2012年1月発売。ステルスガオーIIとガトリングドライバー、それにブロウクンファントム&プロテクトウォール用パーツなどのセット。

  - 勝利の鍵セット3※
    - 2011年12月発送。ディメンジョンプライヤーと、直列合体形態再現用のパーツなどのセット。

  - 勝利の鍵セット4※
    - 2012年4月発送。ロングサイズのイレイザーヘッド、SPパックなど、超竜神用のオプションパーツを同梱。

  - 超竜神
    - 2011年12月発売。ビークルロボへの変形こそオミットされているものの、ボディの左右分割機構を有しており、シンメトリカルドッキングのシーンが再現可能となっている。

  - ビッグボルフォッグ
    - 2012年4月発売。ビッグボルフォッグ本体のほか、オプションパーツとして各種武装再現用のパーツが付属。

  - 撃龍神※
    - 2012年7月発送。既発売の超竜神と同様の分離機構を搭載し、同商品との組み合わせで幻竜神・強龍神を再現可能なほか、超竜神では別売りとされたSPパックがオプションパーツとして付属する。

  - 勇者王ガオガイガー 金色の破壊神Ver.※
    - 2013年3月発送。既発売のガオガイガーと勝利の鍵セット1、それにエフェクトパーツを1セットとした商品で、ゴルディオンハンマー発動時をイメージしたメタリック塗装やグラデーション塗装が施されている。通信販売のほか、前年の10月に東京・秋葉原にて開催された「魂ネイション2012」でも、先行して会場での限定販売が実施された。

  - ボルフォッグ & ビッグオーダールーム
    - 2012年12月発売。ボルフォッグ本体のほか、ビッグオーダールーム（円形ミーティングルーム）の1/4のパーツが付属し、下記の各商品と合わせてビッグオーダールームを再現することができる。

  - 氷竜・炎竜 & ビッグオーダールーム
    - 2013年4月発売。

  - 風龍・雷龍 & ビッグオーダールーム & 勝利の鍵※
    - 2013年6月発送。

  - マイク & ピギー & ビッグオーダールーム※
    - 2013年8月発送。付属のビッグオーダールームパーツは1/4の円形ミーティングルームパーツに加えてシャフトパーツも付属、シャフト上部には風龍・雷龍のセットに付属する「勝利の鍵」を差し込むこともできる。

- ガシャポン・NEOロボティクスACT1
  - ガオガイガー

- 超合金魂
  - GX-68 勇者王ガオガイガー
    - 2014年12月27日発売。全高約26cmのビッグサイズモデルで、「超合金」ならではの重量感と金属感を備えつつ、ライナーガオーの胴体貫通やエンジンポッドからせり出すハンドパーツなど、ファイナルフュージョンのプロセス再現のための機構が全身各所に盛り込まれているのが特徴である。2024年2月には再販売も実施された。

  - GX-69 ゴルディーマーグ
    - 2015年7月発売。各形態への完全変形とイメージ通りのフォルムの再現を実現し、既発売のガオガイガーとの組み合わせも可能となっている。オプションパーツとして専用台座と各種ハンドパーツ、それにハンマーヘル・アンド・ヘブン再現用の各種パーツが付属。

  - スターガオガイガー オプションセット※
    - 2016年4月発送。ステルスガオーIIとガトリングドライバー、それに専用台座からなるセット品で、こちらも既発売のガオガイガーとの組み合わせによりスターガオガイガーを再現可能となっている。

  - GX-68X スターガオガイガー オプションセット【究極の勇者王Ver.】※
    - 2021年2月発送。ステルスガオーIIのエンジンポッドがグロス成型、発動状態のウルテクエンジンカバーがIRISメッキ処理とされているなど、上記オプションセットから一部仕様・付属品が変更されている。

  - GX-69R ゴルディーマーグ【究極の勇者王Ver.】※
    - 2021年6月発送。ゴルディオンハンマー両端のゴールドメッキ化を始め、元商品から各部彩色のリニューアルが図られている。

  - GX-109 超竜神
    - 2024年9月発売。差し替えなしによるシステムチェンジやシンメトリカルドッキングが再現されているほか、見栄えと可動域の向上を重視したディテールアップパーツも付属。

  - プライヤーズ※
    - 2025年4月発送。

- ガオーブレス COMPLETE EDITION※
  - 2023年3月発売。本作品の25周年を記念して商品化されたもので、新たに録り下ろされた100種以上におよぶ台詞を始め、各種SEや主題歌・BGMを収録。また音声入力モードも実装されており、入力する「音量」に応じて合体や必殺技の音声発動の成否が変化するという仕様となっている。

ユージン
- SRシリーズ （カプセルトイ）
  - 勇者王ガオガイガー
    - Part1 ガオガイガー（両拳をヘル・アンド・ヘブン開始時の平手に差し替え可）、氷竜（パワークレーン基部の差し換え可）、炎竜（右手の差し換えでミラーシールドを背面に装着可）、獅子王凱（通常時）、卯都木命（GGG制服）
    - Part2 ガオガイガー（左腕がプロテクトシェード発動時とディバイディングドライバー装備、2種類の差し替え可）、ガイガー（右腕のみ、ガイガークロー展開時へ差し替え可）、超竜神（右腕のみ、ダブルガンのポーズへ差し替え可）、ボルフォッグ（シルバーブーメランを持つ両手と、シルバークロスを持つ右手へ差し替え可）、卯都木命（セーラー服）、スワン・ホワイト
    - Part3 ガオガイガー（ゴルディオンハンマー＆マーグハンド装備）、ギャレオン、ゴルディーマーグ、風龍（ジャオダンジィ基部の差し替え可）、雷龍（右腕をレイドゥーンの構えに差し替え可）、天海護＆初野華
    - ツールセット
      - 「ワンダーフェスティバル'99 夏」にて販売されたノンスケールレジンキット。既発売のSRシリーズに対応したディメンジョンプライヤー、モレキュルプラーネ、グランドプレッシャーを立体化。

  - SR-DX キングジェイダー（通常、ブラックの2種類）
  - トレーディングフィギュアコレクション 勇者王ガオガイガーPart4（販売方式をブラインドボックスに変更。ロボットに限りゴールド塗装、クリアグリーン成型もあり）
    - スターガオガイガー（ガトリングドライバー装備）、ビッグボルフォッグ、撃龍神（超竜神と揃えて幻竜神・強龍神への交換合体可）、獅子王凱（イークイップモード）、卯都木命（私服）

- マスターアクション
  - BRAVE SERIES No.1 ガオガイガー
    - 2001年8月発売。ノンスケールの彩色・組立済アクションフィギュアで、通常版のほか、C3PREやプラモデル・ラジコンショーの限定品として「弾丸X」バージョンが、『電撃ホビーマガジン』誌上通販限定品として「金色の破壊神」バージョンがそれぞれ発売された。

海洋堂
- ロボットミュージアム＋
  - 勇者王ガオガイガー ディバイディングドライバーVer.
    - 2001年8月発売。山口勝久考案による「モノシャフトドライブ」を搭載したアクションフィギュアで、軸回転のみながらも多彩なポージングを可能とする可動機構と、マッシブなスタイルにアレンジされた造形が特徴である。

  - 勇者王ガオガイガー ゴルディオンハンマーVer.
    - 2001年11月発売。付属品としてゴルディオンハンマー&マーグハンドの他、ステルスガオーに装着可能なガオガイガーの右前腕パーツと作中イメージのベースが付属。また通常版の販売に先行して、ゴルディオンハンマー使用時をイメージしたカラーリングの限定版も、同年8月に開催された「ワンダーフェスティバル2001 夏」にて販売された。

  - 勇者王ガオガイガー スターガオガイガーVer.
    - 2001年12月発売。ステルスガオーIIを始め、ガトリングドライバーなど新規造形パーツが多数付属するほか、既発売のガオガイガーの各バージョンとの組み合わせも可能となっている。

コトブキヤ
- 壮絶合金ガオガイガー
  - 2001年5月発売。先行して発売されたガオファイガーに次ぐ第2弾で、原型製作も同商品に引き続き根本やすひろが担当。ABS・PVC・ダイキャストなどの各種素材を使用し、ハイディテールと広い可動範囲を両立が図られている。付属品としてディバイディングドライバーを始め、ヘル・アンド・ヘブン用など各種ハンドパーツが付属。

シーエムズコーポレーション
- BRAVE合金
  - 01 ガオガイガー
    - 同シリーズの第1弾として2004年12月に発売。各形態への変形合体を再現しているほか、ブロウクンマグナム発射オプションやプロテクトシェード用エフェクトパーツなどのオプションパーツも付属。2005年3月には一部成形色と付属品を変更した「宮沢模型限定限定版」が、2007年2月には各部クリアランスの再調整などを施したバージョンアップ版「ver.1.5」がそれぞれ発売された。
    - 開発を手掛けた宮崎隆博の語るところによれば、シーエムズコーポレーションを立ち上げてまず造りたかったのがガオガイガーであったといい、本商品で特にこだわった点としてガイガーのプロポーションを挙げている。

  - 01X ガオガイガー パワーアップセット
    - 2005年発売。上記ガオガイガーに対応したオプションパーツセットで、ステルスガオーII用パーツとディバイディングドライバー、ガトリングドライバー、それに各形態へへの変形が可能なゴルディーマーグが付属。後にウルテクエンジンポッドの色調を変更した「宮沢模型限定版」も発売された。

  - 02 スターガオガイガー
    - 2005年発売。上記ガオガイガーの好評を受け、パワーアップセットとのセット品として用意されたもので、ステルスガオーのGGGマークの彩色変更や、一部付属品の追加などがなされている。後に本体やエフェクトパーツの成形色を変更した「金色の破壊神ver.」が、キャラホビとシーエムズコーポレーションの公式サイトにて限定販売された。

  - 02X プライヤーズ
    - 2006年8月発売。各部塗装済みの未組み立てキットとして発売され、作中設定通りの変形合体と、上記ガオガイガーとの連動が可能。オプションとして直列合体再現用のコネクターパーツも付属する。

  - BRAVE合金 24 スターガオガイガー Ver.2
  - BRAVE合金 25 ガオガイガー Ver.2
  - サンライズメカアクションシリーズ スターガオガイガー

AWAKEN STUDIO
- POSE+METAL
  - 勇者王ガオガイガー
    - 2021年7月発売。ステルスガオーに搭載されたスライドギミックなど、独自解釈に基づくスタイリッシュかつメカニカルなデザインアレンジが特徴。

  - ゴルディーマーグ&スターガオガイガー オプションセット
    - 下記の各セットとともに、2023年5月発売。既発売のガオガイガーに合体可能なゴルディーマーグとステルスガオーIIのセット品。

  - 光になれ！ LED&ツールセット
    - 上記オプションセットに対応したLEDユニットのセットで、付属する「勝利の鍵」をかざすことでLEDの点灯・点滅が可能なギミックを有する。

  - 最終決戦！ スターガオガイガーDXセット
    - 上記オプションセットと、LED&ツールセットを1セットとしたアイテムで、商品内容は各セットと同様となっている。

ホビージャパン
- AMAKUNI機神 キングジェイダー
  - 2024年2月発売。既発売のジェネシックガオガイガーとそのオプションセットに次ぐシリーズ第3弾で、（一部パーツの差し替えを要するものの）各形態への変形合体の再現、それに内蔵LEDによる頭部発光ギミックなどを実装。

- AMAKUNI機神 キングジェイダーオプションパーツセット
  - 2024年12月 - 2025年1月発送。ジェイクオース用エフェクトパーツやシルバリオンハンマーを始め、上記キングジェイダーに対応した各種オプションパーツのセット品。

食玩
カバヤ食品
- ガオガイガーガム（全3シリーズ）
  - 第1弾 サイボーグガイ、ガイガー（ギャレオンに変形）、氷竜、炎竜（いずれもビークル形態に変形、超竜神に合体可能）
  - 第2弾 ガオガイガー、ゴルディーマーグ（ゴルディータンク、ゴルディオンハンマー＆マーグハンドに変形）、DP-C1＆ディバイディングドライバー、DP-R2＆DP-L3（プライヤーズはディメンジョンプライヤーに合体可）
  - 第3弾 ガオガイガー（ゴルディオンハンマー＆ガトリングドライバー装備）、ジェイダー（ジェイバードに変形）、キングジェイダー（ジェイアークに変形）、超竜神SPパック（イレイザーヘッドが付属）

- BIGガオガイガーガム（全2シリーズ）
  - 第1弾 ガオガイガー（ガイガー、3機のガオーマシンと合体）、ボルフォッグ、ガンドーベル & ガングルー（いずれもビークル形態に変形、ビッグボルフォッグに合体可能）
  - 第2弾 スターガオガイガー（ガイガー、3機のガオーマシンと合体）、撃龍神（風龍、雷龍のセット、いずれもビークル形態に変形・合体）、マイクサウンダース13世＋スタジオ7（完全変形）

- スリージー基地ガム（全種類を揃えるとGGGバリアリーフが完成）
  - ヘキサゴン
  - エリアI（三段飛行甲板空母）＋エリアVI（三式空中研究所）
  - エリアII（強襲揚陸補給船）＋エリアIII（弾丸X）
  - エリアIV（水陸両用整備装甲車）＋エリアV（多次元諜報潜水艦）

- ガオガイガーチョコ（全2シリーズ）
  - 第1弾 サイボーグガイ＋Aパーツ、ガイガー＋Bパーツ、ガオガイガー＋Cパーツ、氷竜＋Dパーツ、炎竜＋Eパーツ、超竜神＋Fパーツ（付属パーツ全種類を揃えるとGアイランドシティが完成、スリージー基地ガムのGGGバリアリーフと連結可）
  - 第2弾 ガイガー、ドリルガオー＋ステルスガオー＋ライナーガオー、氷竜、炎竜、ボルフォッグ、ガンドーベル＋ガングルー（全種類、差し替えによる合体可）

- スリージーヒーロー（完成品フィギュアと装備品付属のチョコレート菓子）
  - サイボーグガイ（＋ウィルナイフ）
  - ガイガー（＋ドリルガオー）
  - ガオガイガー（＋ディバイディングドライバー）

- スリージーファイターズ（電飾付きのジオラマベースと塩ビ製フィギュア付属のチョコレート菓子）
  - ガオガイガー（＋ガトリングドライバー）＆超竜神（＋クライマー1）
  - ガオガイガー（＋ゴルディオンハンマー）＆キングジェイダー
  - ガオガイガー（＋ディメンジョンプライヤー）＆マイク・サウンダース13世（ブームロボ形態）
  - ガオガイガー（＋ディバイディングドライバー）＆ビッグボルフォッグ

- 勇者伝説ブレイブガム
  - ガオガイガー（第1弾にて発売。ガイガー、3機のガオーマシンとの完全合体のほか、旧BIGガム版では非変形だったガイガーもギャレオンに変形可能）。

バンダイ
- 勇者列伝COLLECTION2
  - ガオガイガー（第2弾として発売）

- スーパーミニプラ / SMP[SHOKUGAN MODELING PROJECT]
- 以下、※印の付記されているアイテムはプレミアムバンダイ・キャンディトイオンラインショップ限定。「キングジェイダー&シルバリオンハンマー」以降の商品は「SMP」ブランドにて発売。
  - 勇者王ガオガイガー（全4種）
    - 2017年2月発売。広い可動範囲とパーツ分けによる細かな色分けが特徴で、ライナーガオーにはディバイディングドライバーも付属する。

  - 勇者王ガオガイガー2（全3種）
    - 2017年6月発売。上記ガオガイガーに合体可能なゴルディーマーグとステルスガオーIIをラインナップ。

  - 勇者王ガオガイガー3 超竜神（全2種）
    - 2018年1月発売。パーツ差し替えによりシンメトリカルドッキングが可能。

  - 勇者王ガオガイガー5（全3種）
    - ボルフォッグ、マイクサウンダース13世、バリバリーンをラインナップ。前2種はパーツ差し替えにより各形態への変形を再現。

  - キングジェイダー※
    - 2017年12月発送。各形態への変形合体を再現可能なほか、オプションパーツとしてジェイダー用のプラズマウイングとプラズマソードが付属。

  - 勇者王ガオガイガー 金色の勇者王※
    - 2018年3月発送。上記ガオガイガー、それにゴルディーマーグのセット版で、成形色がゴールド仕様へと変更されているほか、額のツノ飾りなど一部パーツには金メッキ処理も施されている。

  - 勇者王ガオガイガー 撃龍神※
    - 2017年6月発送。既発売の超竜神との組み合わせにより、幻竜神・強龍神への組み換え合体も再現可能。

  - 勇者王ガオガイガー SPパックセット※
    - 上記超竜神・撃龍神に対応したSPパックと、ペンシルランチャーのセット品。

  - ビッグボルフォッグ※
    - 2018年12月発送。差し替え変形により各形態への変形合体を再現可能なセット品で、ボルフォッグは既発売のものとは異なりクリアー成型の「ホログラフィックカムフラージュver.」とされている。

  - 勇者王ガオガイガー プライヤーズ※
    - 2019年4月発送。既発売のガオガイガー、およびゴルディオンハンマーに対応したプライヤーズのセット品。

  - キングジェイダー&シルバリオンハンマー
    - 上記キングジェイダーとゴルディオンハンマーのセット品。後者はシルバリオンハンマー再現のため全塗装が施されているほか、ゾンダー核摘出時再現用のハンドパーツなどの各種オプションパーツも付属。

プラモデル
青島文化教材社
いずれも1/144スケールで立体化。
- 勇者王ガオガイガー＋ディバイディングドライバー
  - 1999年3月発売。変形合体ギミックは再現されていないものの、フル可動モデルとして立体化されており、オプションとしてディバイディングドライバーの他、スプリングギミック搭載の右腕パーツなどが付属する。

- 勇者王ガオガイガー 弾丸X
  - 1999年6月発売。テレビシリーズ第30話での姿を再現したバージョンで、本体の成形色が蓄光素材へと変更されている他、ディバイディングドライバーの代わりにレジン製のオプションパーツが付属。パッケージアートは山根理宏による描き下ろしイラストを使用。

- ゴルディーマーグ
  - 1999年12月発売。各部関節可動と、パーツ差し替えによるマーグハンド&ゴルディオンハンマーへの変形ギミックを備え、別売のガオガイガーとも合体が可能となっている。オプションパーツとしてハンマーヘルとゾンダー核が付属。

- スターガオガイガー＋ガトリングドライバー
  - 1999年12月発売。上記「ガオガイガー＋ディバイディングドライバー」にステルスガオーII再現用パーツを追加したもので、オプションとしてガトリングドライバーの他ブロウクンファントム再現用パーツが付属。

- ガオガイガー ザ・パワー オレンジメッキエディション
  - 2000年6月発売。上記スターガオガイガーとゴルディーマーグのセット版で、本体色をオレンジメッキ処理としている他、オプションパーツとしてドリルガオー用のキャタピラやガイガーのフェイスが付属。

- 勇者王ガオガイガー ラストバージョン
  - 新規造形の脚部キャタピラパーツが追加された仕様変更版。

コトブキヤ
- D-STYLE 
  - 勇者王ガオガイガー
    - 2011年12月発売。デフォルメアレンジでの立体化で、差し替え式ながら各形態への変形合体を再現。

  - ゴルディーマーグ & ステルスガオーIIパーツセット
    - 2012年5月発売。上記ガオガイガーとの組み合わせでスターガオガイガーを再現可能。

  - スターガオガイガー
    - 2012年5月発売。上記ガオガイガーとパーツセットのセット品。

  - キングジェイダー
    - 2012年3月発売。

  - 超竜神
    - 2012年11月発売。超竜神本体のほか、ビークルマシン形態再現用のカバーパーツが付属。

  - 撃龍神
    - 2013年6月発売。別売の超竜神との組み合わせが可能なほか、ボーナスパーツとして超竜神用のイレイザーヘッドが付属。

  - 勇者王ガオガイガー 金色の破壊神
    - 「コトブキヤショップ」限定で2012年10月発売。ガオガイガーのカラーリングを金色に変更したもので、オプションパーツとしてゴルディーマーグとブーストエフェクトが付属。

  - 勇者王ガオガイガー～翠碧の破壊神～DX
  - 『Hobby JAPAN』誌上通販限定品として2013年3月発売。上記スターガオガイガーのカラーリングを、弾丸X使用時をイメージした翠色に変更したもので、オプションパーツとしてガトリングドライバーやディメンジョンプライヤーなどが付属。

- クロスフレーム・ガール
  - ガオガイガー
    - 2019年6月発売。同社が展開する美少女プラモ「フレームアームズ・ガール」とコラボしたシリーズで、立体化に当たっては駒都えーじの筆による、ガオガイガーを美少女化したイラストが基とされている。後に素体のガール状態単独のアイテムとして、「ブレイブ・ガール」も2020年1月に発売された。

  - ガオガイガー 黄金の勇者王 Ver.
    - 海外イベントおよびコトブキヤショップ限定品として、2020年2月発売。上記ガオガイガーのアーマー部分の成形色を、2色のゴールドへと変更したもので、各ガオーマシンへの分離も元商品と同様に再現可能となっている。

  - ゴルディーマーグ&ステルスガオーIIセット
    - 2024年6月発売。上記ガオガイガーと同様に美少女化したゴルディーマーグと、ステルスガオーIIのセット品で、コトブキヤショップ限定で特別版の髪パーツが付属する。

  - スターガオガイガー
    - 2024年6月発売。上記ガオガイガーと、ゴルディーマーグ&ステルスガオーIIのセット商品。

BANDAI SPIRITS
- SDクロスシルエット 勇者王ガオガイガー
  - 2019年11月発売。同シリーズの他のラインナップと同様に、外装パーツと2種のフレームの組み合わせにより高頭身と低頭身を選択可能。

- RG（リアルグレード） 勇者王ガオガイガー
- 2022年9月17日発売。実機考証に基づく立体化と、RGシリーズ独自の解釈によるディテールアップが特徴で、インサート成形による全指可動を再現したハンドパーツや、先端部にメタルパーツを使用したディバイディングドライバーなどのオプションパーツも付属する。
- RG ゴルディーマーグ※
  - 2022年9月発売。各形態への変形とガオガイガーとの連動を再現。胸部は立体感と発光イメージの演出のため、クリアーパーツに加えてメタリック3Dシールも併用する形とされている。

- HG（ハイグレード） 超竜神
  - 2025年1月25日発売。パーツ差し替えにより各形態への変形合体を再現。

ガレージキット
アトリエ彩
- ガオガイガー type A（ポーズ選択でブロウクンマグナム発射時を再現可）
- ガオガイガー type B（プロテクトシェード・ディバイディングドライバー装備の選択式）
- ガオガイガー type C（ゴルディオンハンマー装備）
- ガオガイガー type D（スターガオガイガー）
- 氷竜＆炎竜
- 超竜神
- ボルフォッグ
- ゴルディーマーグ
- 風龍＆雷龍
- 撃龍神
- ジェイダー
- 幻竜神
- 強龍神

コトブキヤ
- ガイガー
- ガオガイガー
- 氷竜
- 炎竜
- 超竜神
- ボルフォッグ
- ビッグボルフォッグ
- ゴルディーマーグ
- マイク・サウンダース13世（ブームロボ形態）
- ジェイダー
- キングジェイダー
- 風龍
- 雷龍
- 撃龍神
- ガオガイガー宇宙装備長時間仕様
- 超絶技巧 ガオガイガー
- 超絶技巧 スターガオガイガー
- 卯都木命

海洋堂
- スーパーロボットミュージアム
  - ガイガー
  - ガオガイガー（ディバイディングドライバー装備）
  - 氷竜
  - 炎竜
  - 超竜神
  - ボルフォッグ＆ビッグボルフォッグ
  - ゴルディーマーグ
  - ガオガイガー（ゴルディオンハンマー装備）
  - ジェイダー＆キングジェイダー
  - 風龍
  - 雷龍
  - 撃龍神
  - スターガオガイガー
  - 幻竜神
  - 強龍神

浪曼堂
- 勇者王ガオガイガー
  - 1999年発売。ノンスケールの半完成品ポリストーン製キット。

### 映像・音楽ソフト
以下、全てビクターエンタテインメントより発売。
ビデオ
勇者王ガオガイガー  セル用(S)=全12巻、レンタル用(R)=全10巻
LD
勇者王ガオガイガー 全12巻
DVD
勇者王ガオガイガーHALF-DIVISION BOX 1（1999年9月22日）
期間限定生産で発売されたDVD-BOX。第1話 - 第24話までを収録し、特典ディスクDISK“X”が付属、7枚組。
勇者王ガオガイガーHALF-DIVISION BOX 2（1999年11月20日）
第25話 - 第49話までを収録、7枚組。
勇者王ガオガイガーDVD-BOX（2005年6月22日）
再版DVD-BOX、全49話を収録しゲーム版のムービーパートを収録した特典ディスクが付属、14枚組。
DVD（単巻）
BOXより後に発売。全12巻。
Blu-Ray
勇者王ガオガイガーBlu-Ray BOX DIVISION 1（2015年11月25日）
期間限定生産で発売されたBlu-Ray BOX。第1話 - 第30話までを収録、5枚組。
勇者王ガオガイガーBlu-Ray BOX DIVISION 2（2016年2月17日）
第31話～第49話までを収録、4枚組。
CD
- 勇者王ガオガイガー（1997年2月21日）OPとEDを収録したシングルCD。
- 勇者王ガオガイガー ORIGINAL SOUNDTRACK 1（1997年4月23日）サウンドトラック。
- 勇者王ガオガイガー ORIGINAL SOUNDTRACK 2（1997年8月21日）
- 勇者王ガオガイガー SONG COLLECTION（1997年12月17日）ソングアルバム。
- ガ王 勇者王誕生! 10連発!!（2005年6月22日）『勇者王誕生!』のほぼ全バージョンを収録した記念碑的アルバム。
- 『勇者王ガオガイガー』スペシャルドラマ1 〜サイボーグ誕生〜（1997年7月24日）ドラマCD。
- 『勇者王ガオガイガー』スペシャルドラマ2 〜ロボット闇酷冒険記〜（1997年9月22日）
- 『勇者王ガオガイガー』スペシャルドラマ3 〜最強勇者美女軍団〜（1997年10月22日）
- 『勇者王ガオガイガー』スペシャルドラマ4 〜ID5は永遠に…〜（1997年11月21日）

- サンライズワールド ミッション1

サンライズラヂオからのドラマCD。出演キャラクターはガンダムシリーズなどが中心であるが、本作品より凱も出演している。

### 出版物
ノベライズ
- 勇者王ガオガイガー外伝 獅子の女王（『Hobby JAPAN』98年4月号〜10月号 全7話）
- 獅子の女王（リオン・レーヌ） - 勇者王ガオガイガー2005（2003年12月刊行、著：竹田裕一郎 / 矢立肇、メディアファクトリーMF文庫J）ISBN 4840110131

コミカライズ
- 勇者王ガオガイガー コミックアンソロジー（1997年10月刊行、著：中島零ほか / 矢立肇、ホビージャパン）ISBN 4894251655
- 電撃ガオガイガー （1998年5月刊行、著：大森葵ほか / 矢立肇、メディアワークス）ISBN 4073086375
- 勇者王ガオガイガーFINAL the COMIC（1999年11月刊行、著：大森葵 / 矢立肇、メディアワークス）ISBN 4840213550
- 勇者王ガオガイガー外伝 キングジェイダー -灼熱の不死鳥-（2022年、『ファイアCROSS』Webコミック、著者綱島志朗）

アニメムック
- 勇者王ガオガイガー プロジェクトガオガイガー
- 勇者王ガオガイガー ファーストガイド（ラポート）
- 完全収録 勇者王ガオガイガー
- NEWTYPE FILM BOOK 勇者王ガオガイガー（全3巻、角川書店）

研究書本
- ASTOUNDING ANIME ABSTRACT 勇者王ガオガイガー（KSS）

### ゲーム
※ テレビシリーズと直接的にストーリーが繋がっている『BLOCKADED NUMBERS』以外は、キャラクターやロボット、ストーリーの一部をゲーム本編に組み入れた関連作品。
タカラ
- PS『勇者王ガオガイガー BLOCKADED NUMBERS』（1999年4月8日）
- ブレイブサーガシリーズ
  - PS『ブレイブサーガ2』
  - GBC『ブレイブサーガ 新章 アスタリア』

- PS2『新世紀勇者大戦』

サンライズインタラクティブ
- サンライズ英雄譚シリーズ
  - DC『サンライズ英雄譚』
  - PS2『サンライズ英雄譚R』
  - PS2『サンライズ英雄譚2』
  - PS2『サンライズ ワールド ウォー from サンライズ英雄譚』

※『R』以降では続編である『勇者王ガオガイガーFINAL』（GGG FINAL）と前番組である『勇者指令ダグオン』と共演している。
- ハロボッツシリーズ
  - WS『ハロボッツ』
  - GBC「GBハロボッツ」
  - GBA『ハロボッツ ロボヒーローバトリング!!』

- DS『お絵かきパズルバトル 勇者王ガオガイガー編』

バンダイナムコエンターテインメント（BNEI）
- スーパーロボット大戦シリーズ ※ 発売会社の変遷についてはシリーズ全体の項目を参照
  - PS2『第2次スーパーロボット大戦α』
  - PS2『第3次スーパーロボット大戦α 終焉の銀河へ』
  - DS『スーパーロボット大戦W』
  - DS『スパロボ学園』
  - 3DS『スーパーロボット大戦BX』
  - PS4/NS『スーパーロボット大戦T』
  - iOS/Android『スーパーロボット大戦X-Ω』
  - iOS/Android『スーパーロボット大戦DD』

### その他
バンダイ
- トレーディングカードゲーム『サンライズクルセイド』

パチンコ
CR勇者王ガオガイガー（SanThree）
※EI-01との決戦までの前半期と最終話をベースにしている。

## シリーズ続編
『勇者王ガオガイガーFINAL』
テレビシリーズの続編OVA。映像ソフトとしてのリリース後、テレビ東京にて再編集版『勇者王ガオガイガーFINAL -GRAND GLORIOUS GATHERING-』も放送された。
『勇者王ガオガイガーFINAL プロジェクトZ』
FINALのエピローグに当たる映像特典。
『覇界王〜ガオガイガー対ベターマン〜』
Webサイト『矢立文庫』で連載の続編小説。竹田裕一郎著。